# فهرست حداقل دستمزد کشورهای مختلف جهان

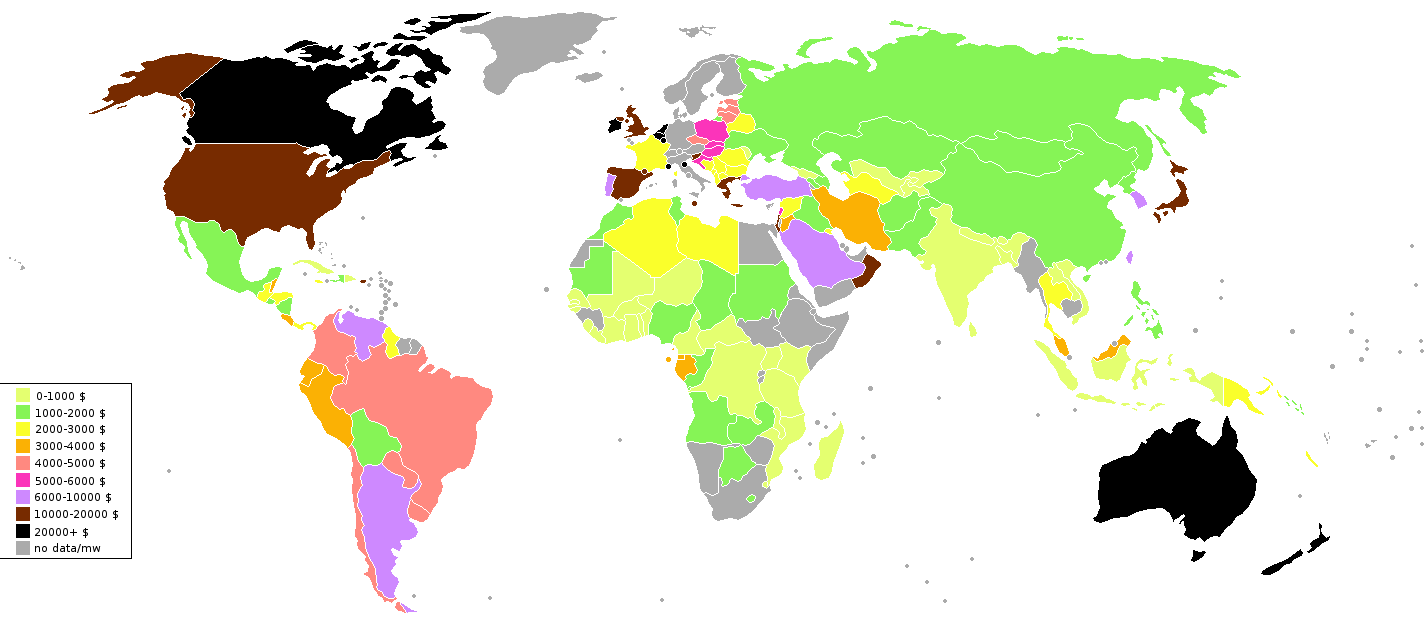
نقشه نشان دهنده حداقل دستمزد بر حسب کشور.

فهرست زیر حداقل دستمزد را در ۱۹۷ کشور جهان نشان می‌دهد، ۱۹۲ عضو سازمان ملل بجز سودان جنوبی، تایوان، قبرس، کره شمالی، هنگ کنگ، کوزوو،ایران و صحرای غربی در این فهرست لیست شده‌اند.
- افغانستان ۵٬۰۰۰ افغانی در ماه برای کارکنان دولت. بدون حداقل مجموعه‌ای برای کارگران بخش خصوصی، اما قانون کار مانع از پرداخت کارگران بخش خصوصی کمتر از کارکنان دولت. کارگران روز بخش غیررسمی در معرض خطر است [۷] در ضمن دقت کنید امنیت جانی در افغانستان نیست. ۱٬۱۷۸

۲٬۶۹۱ ۴۰ ۰٫۵۷
۱٫۲۹ ۲۸۱٫۲٪ ۲۰۱۲ [نیازمند منبع]
- آلبانی به ۲۱٬۰۰۰ لک آلبانی E در هر ماه، در سراسر کشور. قانون تأسیس ایام کار در هفته ۴۰ ساعت است، اما در ایام کار در هفته واقعی است که به‌طور معمول با توافق فردی یا جمعی چانه زنی تنظیم شده‌است. [۷] ۲٬۳۲۹

۴۳۹۳ ۴۰ ۱٫۱۲
۲٫۱۱ ۵۶٪ ۱ ژوئیه ۲۰۱۱ [۸].
- الجزایر ۱۸٬۰۰۰ دینار الجزایر در هر ماه، در سراسر کشور [۷] ۲٬۷۸۶

۵٬۰۲۸ ۴۰ ۱٫۳۴
۲٫۴۲ ۶۸٫۶٪ دی ۲۰۱۲ [۹]
- آندورا € ۹۶۲ ($ ۱٬۲۳۳) در هر ماه، € ۵٫۵۵ (۷٫۱۲ دلار) در هر ساعت [۱۰] ۱۴٬۲۶۹ ۴۰ [۷] ۶٫۸۶ ۱، ۲۰۱۳ [۱۰]
- آنگولا ۱۰،900 kwanza ($ ۱۱۵) در ماه [۷] ۱٬۳۷۱ ۱٬۵۷۴ .۶۶ ۲۷ ۲۰۱۱
- آنتیگوا و باربودا EC $ ۷٫۵۰ (۲٫۷۸ دلار) به ازای هر ساعت [۷] ۵۷۷۸ ۱۰٬۲۸۶ [۱۱] ۲٫۷۸ ۵۶ ۲۰۱۲
- آرژانتین ۲٬۸۷۵ پزو آرژانتین در هر ماه تا ۲۰۰ ساعت، به پرداخت سیزده بار است یک سال [۱۲] [۱۳] ۸٬۲۳۲ ۱۴٬۵۴۳ ۳٫۹۶ ۸۳ فوریه ۱، ۲۰۱۳
- ارمنستان ۳۵٬۰۰۰ ارمنستان درام (۸۶٫۲۰ دلار) در هر ماه [۷] ۱٬۰۴۵ ۱٬۸۳۴ .۵۰ ۳۲ ۲۰۱۲
- استرالیا A $ ۱۶٫۳۷ (۱۵٫۷۴ دلار) در هر ساعت، $ ۶۲۲٫۲۰ ($ ۵۹۸٫۲۰) در هفته؛ سال ۱–۴ از کارآموزی شروع از ۱۰٫۲۲ $ ۱۰٫۵۴ $ در ساعت و ساخت و ساز به ۱۷٫۶۵ $ ۱۸٫۲۰ $ در هر ساعت است. تنظیم فدرال توسط کمیسیون کار عادلانه است. [۱۴] اگر چه حداقل دستمزد واقعی می‌تواند تا ۵۰ درصد کمتر بسته به سن کارمند. برای مثال، حداقل دستمزد برای یک ۱۷ ساله، پاره وقت کارمند فروشگاه از WA 8.76 دلار است. ۳۲٬۵۰۸ ۲۰٬۲۱۳ ۱۶٫۴۵ ۵۱ ژوئیه ۱، ۲۰۱۳
- اتریش هیچ؛ در عوض، قراردادهای دسته جمعی در سراسر کشور حداقل دستمزد طبقه‌بندی مشاغل برای هر صنعت و ارائه حداقل دستمزد از ۱٬۰۰۰ یورو در ماه دستمزد که چنین موافقت نامه‌های جمعی وجود دارد، از جمله برای کارگران خانگی، کارکنان مربوط به فراشی، و جفت طلا، در قانون مربوط تنظیم و به‌طور کلی کمتر از کسانی که تحت پوشش چانه زنی جمعی است. [۷] ۲۰۱۲
- آذربایجان ۳۰۰ منات آذربایجان ( ۶۲۴) در ماه [۷] ۱٬۴۲۰ ۲٬۰۷۸ ۰٫۶۸ ۲۱ ۲۰۱۲
- باهاما B $ ۴٫۴۵ (۴٫۴۵ دلار) به ازای هر ساعت، B 35 ($ ۳۵) دلار در هر روز، و B $ ۱۵۰ (۱۵۰ دلار) در هر هفته [۷] ۷٬۸۰۰ ۱۱٬۱۴۳ ۴٫۴۵ ۳۵ ۲۰۱۲
- بحرین هیچ؛ 300 BHD (۸۰۰ دلار) برای کارگران بخش عمومی (تنها به اتباع بحرین اعمال می‌شود)[۷]> ۲۰۱۲
- بنگلادش ۱،500 TAKA (۱۹ دلار) در هر ماه برای تمام بخش‌های اقتصادی دستمزد صنعت خاص پوشش داده نمی‌شوند، در صنعت پوشاک، حداقل دستمزد است ۳،000 TAKA ($ ۳۷) در هر ماه. در سراسر کشور حداقل دستمزد حداقل دستمزد شورای ملی در صنعت انجمن سه جانبه توسط صنعت قرار است هر پنج سال. [۷] ۲۲۰ ۶۰۴ .۱۱ ۳۴ ۲۰۱۲
- باربادوس BDS $ ۶٫۲۵ (۳٫۱۳ دلار) در هر ساعت برای خدمتکاران خانگی و معاونان فروشگاه؛ وزارت کار توصیه تمام بخش‌های دیگر از این عملاً به عنوان حداقل دستمزد [۷] ۶٬۵۰۰ ۷۶۴۷ [۱۱] ۳٫۱۳ ۳۷ ۲۰۱۲
- بلاروس ۸٬۳۴۰ روبل بلاروس در هر ساعت و ۱٬۳۹۵٬۰۰۰ روبل بلاروس در ماه [۱۲] ۲٬۰۰۸ ۸٬۶۳۶ .۹۷ ۵۸ ژانویه ۱، ۲۰۱۳
- بلژیک € ۱٬۵۰۱٫۸۲ (۱٬۹۲۵ دلار) در هر ماه، € ۹٫۱۲ (۱۱٫۶۹ دلار) در هر ساعت کارگران ۲۱ سال سن و بیش از حد. € ۱٬۵۴۱٫۶۷ (۱٬۹۷۷ دلار) در هر ماه برای کارگران ۲۱ و نیم سال سن، با شش ماه خدمت. € ۱٬۵۵۹٫۳۸ (۱٬۹۹۹ دلار) در هر ماه برای کارگران از سن ۲۲ سال، با ۱۲ ماه خدمات، همراه با مزایای گسترده اجتماعی [۱۵] [۱۶] ۲۳٬۱۰۰ ۲۰٬۷۱۵ [۱۷] ۱۱٫۶۹ ۵۳ دسامبر ۱، ۲۰۱۲
- بلیز BZ $ ۳٫۳۰ ($ ۱٫۶۵) در هر ساعت [۷] [۱۸] ۳٬۴۳۲ ۵٬۹۴۶ [۱۱] ۱٫۶۵ ۸۹ ۲۰۱۲
- بنین ۳۱٬۶۲۵ فرانک CFA در هر ماه، مجموعه دولت مقیاس حداقل دستمزد برای تعدادی از مشاغل [۱۲] [۱۹] ۷۴۳ ۱٬۶۲۲ .۳۶ ۱۰۰ مارس ۱، ۲۰۰۹
- بوتان ۳٬۰۰۰ بوتانی ngultrum ($ ۶۷) در ماه [۷] ۶۷۴ ۱٬۹۲۲ .۳۲ ۳۳ ۲۰۱۲
- بولیوی 1000 bolivianos بولیوی ($ ۱۴۴) و در ماه [۷] [۲۰] ۱٬۷۳۷ ۳٬۰۲۸ ۰٫۸۳ ۵۹ ۲۰۱۲
- بوسنی و هرزگوین ۳۲۰ علامت ($ ۲۱۶) تبدیل در هر ماه در جمهوری Srpska در ۳۵۷ ($ ۲۴۱) علائم و نشانه‌های تبدیل در هر ماه در فدراسیون بوسنی و هرزگوین [۷] ۲٬۵۲۶ ۵٬۱۲۰ ۱٫۲۱ ۵۶ ۲۰۱۲
- بوتسوانا ۳٫۸ بوتسوانا پولا ($ ۰٫۵۸) و یک ساعت تمام وقت کار در بخش خصوصی [۲۱] ۱٬۳۸۷ ۲٬۹۶۳ [۲۲] .۵۸ ۲۰ ۲۰۰۹
- برزیل R $ ۶۷۸٫۰۰ در هر ماه [۲۳] ۴٬۱۷۲ ۴۴۹۵ ۲٫۰۱ ۳۹ ژانویه ۱، ۲۰۱۳
- برونئی هیچ [۷] ۲۰۱۲
- بلغارستان ۳۱۰ بلغاری لو (۲۰۴ دلار یا ۱۵۸٫۵۰ یورو) در هر ماه، ۱٫۷۹ سطح ($ ۱٫۱۸) در هر ساعت [۱۶] [۲۴] ۲٬۴۴۷ ۵٬۴۷۱ ۱٫۱۸ ۳۷ ژانویه ۱، ۲۰۱۳
- بورکینا فاسو ۳۰٬۶۸۴ فرانک CFA ($ ۶۱) در ماه [۷] ۷۲۱ ۱٬۶۹۰ .۳۵ ۱۳۰ ۲۰۱۲
- بروندی ۱۶۰ فرانک بوروندی در هر روز برای کارگران غیرماهر، در عمل، برخی از کارفرمایان به‌طور داوطلبانه پرداخت کارگران غیر ماهر خود را حداقل ۱٬۵۰۰ نفر از فرانک بوروندی در روز [۱۹] [۲۱] ۲۰۱۱
- کامبوج هیچ؛ ایالات متحده ۷۵ دلار در هر ماه، به علاوه ۵ دلار کمک هزینه مراقبت‌های بهداشتی، برای سکتور پوشاک [۷] [۱۲] [۲۵] مه ۱، ۲۰۱۳
- کامرون ۲۸٬۲۴۶ فرانک CFA ($ ۵۶) در ماه [۷] ۶۶۴ ۱٬۳۴۵ .۳۲ ۵۷ ۲۰۱۲
- کشور کانادا تعیین شده توسط هر استان و قلمرو، محدوده از C $ ۹٫۷۵ به ۱۱٫۰۰ دلار در هر ساعت (نگاه کنید به فهرست حداقل دستمزدها در کانادا) [۱۲] [۲۶] ۲۰٬۲۸۰ ۱۶٬۶۵۴ ۹٫۷۵ ۴۱ ۲۰۱۳
- کیپ ورد هیچ؛ در بخش ۱۲٬۰۰۰ عمومی کیپ وردان escudos در هر ماه برای ورود به سطح یک کارگر [۲۷] [۲۸] ۲۰۱۱
- جمهوری آفریقای مرکزی تنظیم در بخش عمومی به فرمان و متفاوت است و بر اساس نوع کار توسط بخش. برای مثال، در حدود ۸٬۵۰۰ فرانک CFA (17 دلار) در ماه برای کارگران کشاورزی. است. حدود ۲۶٬۰۰۰ فرانک CFA (51 دلار) در ماه برای کارگران دولت [۲۷] ۲۱۶ ۳۵۸ .۱۰ ۴۴ ۲۰۱۱

خرده کاغذ ۶۰٬۰۰۰ فرانک CFA (120 $) در ماه [۷] ۱٬۴۱۰ ۱٬۳۱۶ ۰٫۶۸ ۸۷ ۲۰۱۲
خوراک لوبیای پرادویه ۱۹۳٬۰۰۰ پزو شیلی در ماه برای کارگران ۱۸–۶۵ ساله ۱۴۴٬۰۷۹ پزو برای کارگران جوان تر از ۱۸ سال و بالاتر از ۶۵ سال و ۱۲۴٬۴۹۷ *پزو برای مقاصد غیر پاداشی [۲۹] ۴٬۷۶۱ ۶۱۱۶ ۲٫۲۹ ۳۵ ژوئیه ۱، ۲۰۱۲
- کشور چین تنظیم به صورت محلی، در محدوده از 870 RMB (۱۳۸ دلار) در هر ماه در استان جیانگشی تا ۱،500 RMB ($ ۲۳۸) در هر ماه در شنژن، استان گوانگدونگ (نگاه کنید به فهرست حداقل دستمزد در جمهوری خلق چین) [۳۰] [۳۱] ۱٬۶۵۴ ۲٬۱۴۸ .۸۰ ۲۶ ۲۰۱۳
- کلمبیا ۵۸۹٬۵۰۰ پزو کلمبیایی در هر ماه به علاوه ۷۰٬۵۰۰ پزو در ماه برای کمک هزینه حمل و نقل برای کل از ۶۶۰٬۰۰۰ پزو هر ماه [۱۲] [۳۲] ۴۴۰۸ ۵۴۰۹ ۲٫۱۲ ۵۴ ژانویه ۱، ۲۰۱۳
- کومور ۵۵٬۰۰۰ فرانک Comorian از (۱۵۰ دلار) در هر ماه [۷] ۱٬۷۲۴ ۱٬۴۲۸ ۰٫۸۳ ۱۲۹ ۲۰۱۲
- جمهوری دموکراتیک کنگو ۱٬۶۸۰ فرانک کنگو ($ ۱٫۸۳) در روز [۷] ۴۷۴ ۷۶۷ .۲۳ ۲۰۶ ۲۰۱۲
- جمهوری کنگو ۵۴٬۰۰۰ فرانک CFA ($ ۱۰۹) در هر ماه در بخش رسمی [۷] ۱٬۲۶۹ ۱٬۷۱۸ .۶۱ ۳۹ ۲۰۱۲
- کاستاریکا اعم از ۱۳۹،000 colones کوستا تواق ($ ۲۷۸) در هر ماه برای کارکنان غیر ماهر به ۵۱۴،000 colones برای فارغ التحصیلان دانشگاه‌ها، تنظیم دو سال توسط شورای ملی دستمزد [۷] ۳٬۳۱۷ ۸۰۱۴ ۱٫۵۹ ۶۷ ۲۰۱۲
- ساحل عاج شغل، متفاوت است با کمترین مجموعه را به ۳۶٬۰۰۰ نفر CFA فرانک ($ ۷۲) در هر ماه برای بخش صنعت، نرخ حداقل دستمزد کمی بالاتر برای کارگران ساختمانی اعمال می‌شود [۷] ۸۴۶ ۱٬۳۹۵ .۴۱ ۷۸ ۲۰۱۲
- کرواسی ۲٬۸۱۴ کرواتی kuna ($ ۴۸۱) در ماه [۳۳] ۵۷۷۲ ۸۶۸۱ ۲٫۷۸ ۴۵ ژوئن ۱، ۲۰۱۲
- کوبا ۲۲۵ پزو کوبا (۹ دلار) در هر ماه توسط دولت با آموزش رایگان، مراقبت‌های پزشکی یارانه (پرداخت روزانه ۴۰ درصد، پس از روز سوم بستری در بیمارستان کاهش می‌یابد)، مسکن، و برخی از مواد غذایی یارانه تکمیل [۷] ۱۰۸ ۲۲۹ [۳۴] .۰۵ ۲ [۳۴] ۲۰۱۱
- قبرس هیچ؛ ۸۷۰ € هر ماه شاپ برای دستیاران، پرستاران، اشتغال 'دستیاران، کارمندان، آرایشگری، و دستیاران مهد کودک آن را به ۹۲۴ یورو پس از شش ماه افزایش می‌یابد [۷] ۲۰۱۲
- جمهوری چک ۸٬۰۰۰ چک korun ($ ۴۰۹) در هر ماه، 48.10 korun ($ ۲٫۴۶) در هر ساعت [۳۵] ۴۹۰۳ ۶۹۰۶ ۲٫۴۶ ۲۶ ژانویه ۱، ۲۰۱۳
- دانمارک هیچ؛ به جای آن، مذاکره بین اتحادیه‌ها و انجمنهای کارفرما، متوسط حداقل دستمزد را برای تمام قراردادهای دسته جمعی بخش‌های خصوصی و دولتی ۱۰۹ کرون (۱۹ دلار) در هر ساعت [۷] [۲۱] ۲۰۱۲
- جیبوتی هیچ؛ لغو قانون کار در سال ۲۰۰۶ برای دسته‌بندی شغلی، ایجاد که دستمزدها پس از توافق مشترک بین کارفرمایان و کارمندان [۲۷] ۲۰۱۲
- دومینیکا EC 4.00 دلار ($ ۱٫۵۰) در هر ساعت [۷] ۳٬۰۸۱ ۷۱۷۲ [۱۱] ۱٫۵۰ ۵۴ ۲۰۱۲
- جمهوری دومینیکن ۶۳۷۶ پزو دومینیکن (۱۶۷ دلار) در هر ماه در FTZs و بین ۶۰۳۵ پزو (۱۵۸ دلار) و در خارج از FTZs 9،۴۰۰ پزو (۲۴۷ دلار)، بسته به اندازه شرکت. ۵٬۱۱۷ پزو (۱۳۴ دلار) در هر ماه برای بخش دولتی. ۱۷۵ پزو ($ ۴٫۶۰) در روز برای کارگران کشاورز را که توسط مقررات حداقل دستمزد پوشش داده شده، بر اساس یک روز ۱۰ ساعته، ۱۱۰ پزو ($ ۲٫۸۸) در هر روز برای کارگران نیشکر در صنعت قند [۲۷] ۷۲۷ ۱٬۳۳۰ .۳۵ ۱۴ ۲۰۱۱
- اکوادور ایالات متحده $ ۳۱۸ در ماه [۳۶] ۳٬۸۱۶ ۷٬۳۳۸ ۱٫۸۳ ۸۵ ژانویه ۱، ۲۰۱۳
- کشور مصر هیچ؛ برای بخش دولتی حداقل دستمزد LE 700 ($ ۱۱۰) در هر ماه است [۷] ۲۰۱۲
- السالوادور تنظیم بخش بخش، برای مثال، ایالات متحده $ ۲۲۴٫۲۹ یک ماه برای کارمندان خرده فروشی آمریکا ۲۱۹٫۴۰ دلار برای کارگران صنعتی آمریکا ۱۸۷٫۶۸ دلار برای کارگران مونتاژ پوشاک آمریکا ۱۰۴٫۹۷ دلار برای کارگران صنعت کشاورزی [۷] ۲۰۱۲
- گینه استوایی ۱۲۹،035 CFA فرانک ($ ۲۶۰) [۷] ۳٬۰۳۴ ۳٬۱۹۶ ۱٫۴۶ ۹ ۲۰۱۲
- اریتره است هیچ؛ 500 nakfa اریتره ($ ۳۳) در هر ماه در بخش عمومی [۷] ۲۰۱۲
- استونی € ۳۲۰ در هر ماه [۱۶] ۴۹۲۳ ۷٬۱۱۱ ۲٫۳۷ ۳۲ ۲۰۱۳
- اتیوپی هیچ. برخی از نهادهای دولت و شرکت‌های دولتی تنظیم حداقل دستمزد خود خود: کارمندان بخش دولتی، بزرگترین گروه از مزد بگیران، حداقل دستمزد ماهانه ۴۲۰ صدای چرخیدن به دست آورده صدای چرخیدن (۲۳ دلار). کارکنان در بخش بانکداری و بیمه به حال حداقل دستمزد ماهانه ۳۳۶ صدای چرخیدن ($ ۱۸) [۷] ۲۰۱۲
- ایالات فدرال میکرونزی هیچ. ۲٫۶۵ دلار در ساعت برای اشتغال با دولت ملی. همه کشورها دستمزد ساعتی حداقل برای کارکنان دولت دارند: $ ۲٫۰۰ در Pohnpei، $ ۱٫۲۵ در Chuuk، $ ۱٫۴۲ در کاسرا، و ۱٫۶۰ دلار در صدای تند و تیز. $ ۱٫۷۵ برای کارگران بخش خصوصی در Pohnpei [7] | ۲۰۱۲
- فیجی هیچ؛ تعیین شده توسط شوراهای دستمزدها برای بخش‌های خاص [۷] ۲۰۱۲
- فنلاند هیچ؛ با این حال، این قانون نیاز به همه کارفرمایان، از جمله اتحادیه آن‌هایی که، به پرداخت حداقل دستمزد در قراردادهای دسته جمعی به توافق رسیدند؛ تقریباً تمام کارگران در چنین ترتیبات پوشش داده [۷] ۲۰۱۲
- فرانسه € ۹٫۴۳ در هر ساعت. ۱٬۴۳۰٫۲۲ € در هر ماه [۱۶] [۳۷] ۲۲٬۰۰۳

۱۹٬۰۷۰ ۳۵ [۷] ۱۲٫۰۹
۱۰٫۴۸ ۵۴٫۴٪ ۱ ژانویه ۲۰۱۳
- گابن ۱۵۰٬۰۰۰ فرانک CFA (302 دلار) در هر ماه است. کارکنان دولت دریافت کمک هزینه ماهانه اضافی از حدود ۲۰٬۰۰۰ فرانک CFA (40 $) برای هر کودک. کارکنان دولت نیز مزایای حمل و نقل، مسکن، و خانواده دریافت. قانون می‌کند مزایای مسکن یا خانواده برای بخش خصوصی اجباری نمی‌کارگران [۷] ۳٬۵۲۶ ۵٬۴۴۱ ۱٫۷۰ ۳۴ ۲۰۱۲
- گامبیا 50 dalasi ($ ۱٫۴۷) در هر روز برای کار غیر ماهر [۷] ۴۰۵ ۱٬۵۷۸ .۱۹ ۸۷ ۲۰۱۲
- گرجستان ۹۰ لاری گرجستان ($ ۵۴) در هر ماه برای کارگران بخش خصوصی؛ ۱۱۵ لاری ($ ۶۸) در هر ماه برای کارمندان دولتی [۷] ۶۵۱ ۱٬۳۹۴ .۳۱ ۲۶ ۲۰۱۲
- آلمان هیچ، جز کارگران ساختمانی، کارگران برق، سرایداران، roofers، نقاشان، و حامل نامه. حداقل دستمزد است اغلب با قراردادهای دسته جمعی در بخش‌های دیگر اقتصاد تنظیم شده و اجرا توسط قانون [۷]

با این حال، این قانون بیان می‌کند که یک کارگر پرداخت «غیراخلاقی دستمزد» غیرقانونی است. هیچ توافق کلی وجود دارد آنچه به منزله «غیراخلاقی» پرداخت. یک قاضی در دادگاه در کرفلد، آلمان، حکم داد که صندوقدار در یک سوپر مارکت است برای به دست آوردن معادل تقریباً 7USD در ساعت. دادگاه فدرال در آلمان حکم داد که هر دستمزد کمتر از ۷۵٪ متوسط دستمزد یا حقوق و دستمزد برای یک شغل خاص به منزله پرداخت‌های غیرقانونی. با این حال، از آنجا که هیچ حداقل دستمزد قانونی به خوبی تعریف شده تا ماه فوریه ۲۰۱۳ وجود دارد، دادگاه‌ها معمولاً آن‌هایی که می‌گویند نهایی خواهد شد و تنها در موارد فردی حکومت است. [۳۸] ۲۰۱۲
- غنا 5.24 cedis غنا ($ ۲٫۹۱) در روز [۷] [۳۹] ۷۵۷ ۹۱۷ .۳۶ ۴۹ مه ۱، ۲۰۱۳
- یونان ۶۸۳٫۷۶ € در هر ماه در ۱۲ پرداخت، € ۵۸۶ در هر ماه در ۱۴ پرداخت [۱۶] [۴۰] ۱۰٬۵۱۹ ۱۱٬۵۵۷ ۵٫۰۶ ۴۵ ژانویه ۱، ۲۰۱۳
- گرانادا شغل، برای مثال، حداقل دستمزد برای کارگران خانگی، برای مثال، EC $ ۸۰۰ ($ ۲۹۶٫۳۰) ماهانه، در حالی که برای یک محافظ امنیتی EC بود $ ۶٫۰۰ (۲٫۲۲ دلار) در هر ساعت [۷] ۲۰۱۲
- گواتمالا 63.70 quetzales گواتمالا ($ ۸٫۱۶) در هر روز برای کار کشاورزی و غیر کشاورزی و 59.45 quetzales ($ ۷٫۶۱) در هر روز برای کار در کارخانه‌های پوشاک [۲۷] ۲۷۷۹ ۳٬۰۷۹ ۱٫۳۴ ۶۲ ۲۰۱۱
- گینه بیسائو ۱۹٬۰۳۰ فرانک CFA ($ ۳۸) در هر ماه به علاوه یک کیسه برنج [۷] ۴۴۷ ۹۵۶ .۲۲ ۷۷ ۲۰۱۲
- گینه کد کار اجازه می‌دهد تا دولت برای تعیین حداقل دستمزد ساعتی؛ با این حال، دولت این ماده اعمال و نه آن را ترویج دستمزد استاندارد [۷] ۲۰۱۲
- گویان G $ ۳۷٬۶۵۷ ($ ۱۸۶) در ماه [۷] ۲٬۲۱۱ ۲٬۴۲۶ ۱٫۰۶ ۷۱ ۲۰۱۲
- هائیتی 200 gourdes هائیتی (۵ دلار) در روز [۷] ۱٬۲۴۰ ۱٬۵۵۴ .۶۰ ۱۳۳ ۲۰۱۲
- هندوراس حداقل دستمزد در بازه زمانی از یک‌کم از 4612 lempiras هندوراس ($ ۲۳۲) به ۷،133 lempiras ($ ۳۵۸). به عنوان مثال، یک شرکت با یک تا ۱۰ کارکنان مشغول به کار در بخش کشاورزی به پرداخت حداقل ۴،368 lempiras (۲۳۰ دلار) در هر ماه لازم شد، در حالی که با شرکت بیش از ۱۵۱ کارمند در صنعت حمل و نقل به پرداخت حداقل ۶،533 lempiras (۳۴۵ دلار) لازم شد در هر ماه. [۲۷] [۷] [۴۱] ۲٬۹۲۸ ۳٬۷۴۹ ۱٫۴۱ ۹۳ ۲۰۱۲
- هنگ کنگ HK 30 دلار به ازای هر ساعت (نگاه کنید به حداقل دستمزد در هنگ کنگ) [۴۲] ۸٬۰۴۱ ۱۱٬۵۳۴ ۳٫۸۷ ۲۳ مه ۱، ۲۰۱۳
- مجارستان ۹۸٬۰۰۰ فورینت مجارستان ($ ۴۸۷) در ماه [۴۳] ۵٬۲۲۴ ۹۰۲۲ ۲٫۵۱ ۴۲ ژانویه ۱، ۲۰۱۳
- ایسلند هیچ؛ حداقل دستمزدها در موافقت نامه‌های مختلف جمعی چانه مذاکره و به‌طور خودکار به همه کارکنان در آن مشاغل، صرف نظر از عضویت در اتحادیه، در حالی که موافقت نامه می‌تواند برای هر دو صنعت یا بخش گسترده، و در برخی موارد شرکت خاص، حداقل دستمزد سطح اشغال خاص [۷] [۱۶] ۲۰۱۲
- هندوستان متنوع از ۱۱۸ روپیه (۲٫۱۸ دلار) در هر روز در بیهار به ۱۸۵ روپیه (۳٫۴۰ دلار) در هر روز در Haryana (با هزینه‌های محلی زندگی شامل کمک هزینه). دولت‌های ایالتی تعیین حداقل دستمزد جداگانه برای کارگران کشاورزی [۷] حداقل دستمزد با توجه به قانون حداقل دستمزد سال ۱۹۴۸ تنظیم شده‌است. [۴۴] ۵۷۴ .۲۸ ۲۰۱۲
- اندونزی تأسیس ولایتی و ولسوالی مقامات، که توسط استان، منطقه، و بخش متفاوت است. پایین‌ترین حداقل دستمزد در استان مرکزی جاوا در روپیه ۶۸۶٬۹۲۵ (۷۱ دلار) در ماه بود و بالاترین در جاکارتا در روپیه ۲۲۴۴۶۰۰ (۲۳۲ دلار) در هر ماه بود [۷] [۴۵] ۸۷۸ .۴۲ ۲۰۱۲
- ایران ۱۱۰۰۰۰۰۰ ریال ایران (دلاردر بازار آزاد نرخ ارز بر اساس یک خرید ۱۰۰ $)

به ازای هر ماه؛ به تنظیم سالانه برای هر یک از بخش‌های صنعتی و منطقه [۷] ۳٬۸۴۱ ۹۳۷۴ ۱٫۸۵ ۸۱ ۲۰۱۳
- عراق کمتر از ۳۶۰۰۰ دینار عراق (۳۰ دلار) در هر یک کارگر ماهر و کمتر از ۱۸۰۰۰ دینار ($ ۱۵) در هر روز برای یک کارگر غیر ماهر [۲۷] ۲۰۱۵
- ایرلند € ۱٬۴۶۱٫۸۵ در هر ماه و € ۸٫۶۵ یورو ($ ۱۱٫۰۹) در هر ساعت [۱۶] [۴۶] ۲۲٬۴۹۰ ۲۰٬۸۸۴ [۴۷] ۱۱٫۰۹ ۵۰ ژوئیه ۱، ۲۰۱۱
- اسرائیل ۴٬۳۰۰ اسرائیل شکل جدید در هر ماه، ۲۳٫۱۲ اسرائیل شکل جدید در هر ساعت [۴۸] ۱۳٬۳۶۸ ۱۲٬۸۳۶ [۱۱] ۶٫۴۳ ۴۶ اکتبر ۱، ۲۰۱۲
- ایتالیا هیچ؛ به جای از طریق قراردادهای دسته جمعی را بر اساس یک بخش به بخش [۷] ۲۰۱۲
- جامائیکا J $ ۵٬۰۰۰ ($ ۵۶) در هر هفته [۷] ۲٬۹۳۰ ۴۲۱۹ ۱٫۴۱ ۴۸ ۲۰۱۲

```
ژاپن محدوده از ۶۵۲ ین ژاپن ($ ۸٫۱۷) تا ۸۵۰ ین ($ ۱۰٫۶۵) در هر ساعت، مجموعه‌ای بر اساس استانی و صنعت [۴۹] ۱۶٬۹۹۲ ۱۲٬۷۰۲ ۸٫۱۷ ۳۷ اکتبر ۱۴، ۲۰۱۲
```

- اردن ۱۹۰ دینار اردن ($ ۲۶۸) در ماه [۷] ۳٬۲۱۱ ۳٬۲۱۴ ۱٫۵۴ ۵۴ ۲۰۱۲
- قزاقستان ۱۷٬۴۳۹ قزاقستان تنگه ($ ۱۱۶) در ماه [۷] ۱٬۴۰۳ ۱٬۵۱۰ .۶۷ ۱۲ ۲۰۱۲
- کنیا سطح محل، سن و مهارت تنظیم شده توسط دولت. کمترین حداقل دستمزد شهری ۱۱٬۹۹۵ بود شیلینگ (۱۳۹ دلار) در هر ماه است، و کمترین حداقل دستمزد کشاورزی برای کارکنان غیر ماهر بود ۴٬۸۵۴ شیلینگ (۵۷ دلار) در هر ماه، به استثنای کمک هزینه مسکن [۷] [۵۰] [۵۱] ۶۸۹ ۱٬۰۷۶ .۳۳ ۶۳ مه ۱، ۲۰۱۳
- کیریباتی هیچ؛ تخمین زده می‌شود توسط مقامات دولتی بین A $ ۱٫۶۰ ($ ۱٫۶۶) (۱٫۷۷ دلار) در ساعت ۱٫۷۰ دلار [۷] ۲۰۱۲
- کره جنوبی ۴٬۸۶۰ کره جنوبی برنده در هر ساعت؛ بررسی سالانه [۵۲] [۵۳] ۸٬۹۷۴ ۱۲٬۱۳۵ [۱۱] ۴٫۳۱ ۴۱ ژانویه ۱، ۲۰۱۳
- کره شمالی به‌طور متوسط ۵٬۰۰۰–۱۰٬۰۰۰ کره شمالی برنده در هر روز. تقریباً ۲۰۰۰ کره شمالی برنده ۱ دلار آمریکا است [۲۸] ۲۰۰۸
- کوزوو € ۱۷۰ ($ ۲۲۴) در ماه [۷] ۲٬۶۱۵ ۲٬۰۱۹ [۵۴] ۱٫۲۶ ۸۸ [۵۴] ۲۰۱۲
- کویت ۶۰ دینار کویتی ($ ۲۱۶) در ماه [۷] ۲٬۵۷۱ ۲٬۲۵۰ ۱٫۲۴ ۴ ۲۰۱۲
- قرقیزستان ۶۰۰ قرقیزستان سام (۱۳ دلار) در هر ماه، اسمی، مورد استفاده برای اهداف اداری [۷] ۱۵۳ ۳۴۸ .۰۷ ۱۵ ۲۰۱۲
- لائوس ۶۲۶٬۰۰۰ لائوس پوست گوساله و بره ($ ۷۹) در هر ماه، علاوه بر این، کارفرمایان به پرداخت ۸٬۵۰۰ پوست گوساله و بره (۱) کمک هزینه غذا در روز مورد نیاز شد. حداقل دستمزد برای کارمندان دولت و کارکنان شرکت‌های دولتی آخرین به ۵۰۰٬۰۰۰ پوست گوساله و بره ($ ۶۳) افزایش یافته بود در ماه [۷] [۵۵] ۹۴۸ ۱٬۹۷۱ .۴۶ ۷۱ ۲۰۱۲
- لتونی ۲۰۰ لاتس لتونی ($ ۳۶۴) در هر ماه، ۱٫۲۰۳ لاتس ($ ۲٫۱۹) در هر ساعت. منبع [۵۶] ۴٬۳۶۴ ۶۶۶۷ ۲٫۱۰ ۳۸ ژانویه ۱، ۲۰۱۳
- لبنان ۶۷۵٬۰۰۰ پوند ($ ۴۵۰) در ماه [۷] ۵۳۷۵ ۶۱۷۷ ۲٫۵۸ ۴۲ ۲۰۱۲
- لسوتو ۱،029 maloti ($ ۱۱۹) در هر ماه به ۱،122 maloti ($ ۱۳۰) در هر ماه؛ متنوع توسط بخش [۷] ۱٬۵۰۴ ۲٬۲۳۲ ۰٫۷۲ ۱۳۱ ۲۰۱۲
- کشور لیبریا ۱۵ دلار لیبریا ($ ۰٫۳۱) در هر ساعت بیش از ۸ ساعت در روز، به استثنای منافع، برای کارگران غیر ماهر. ۵،600 LD ($ ۱۱۴) در هر ماه برای کارمندان دولت [۷] ۴۲۴ ۶۷۵ .۳۱ ۱۱۵ ۲۰۱۲
- لیبی ۲۵۰ دینار لیبی (۲۰۰ دلار) در هر ماه، دولت به شدت یارانه اجاره و آب و برق [۷] ۲٬۴۵۹ ۴٬۰۵۴ ۱٫۱۸ ۲۴ ۲۰۱۲
- لیختن اشتاین هیچ [۷] ۲۰۱۲
- لیتوانی ۱۰۰۰ لیتوانیایی لتس ($ ۳۷۱) در هر ماه، ۶٫۰۶ لتس ($ ۲٫۲۵) در هر ساعت [۵۷] ۴٬۴۶۱ ۷۳۶۲ ۲٫۲۵ ۳۶ ژانویه ۱، ۲۰۱۳
- لوکزامبورگ € ۱٬۸۷۴٫۱۹ در هر ماه و € ۱۰٬۸۳۳۵ برای کارگران غیر ماهر بیش از ۱۸ سال، ۲۰٪ برای یک کارمند ماهر افزایش یافته‌است، ۲۰٪ تا ۲۵٪ در مورد کارگر نوجوان کاهش یافته‌است. [۱۶] [۵۸] [۵۹] ۲۸٬۸۳۴

۲۲٬۴۹۰ ۴۰ [۷] ۱۳٫۸۶
۱۰٫۸۱ ۲۷٫۹٪ ۱ ژانویه ۲۰۱۳
- جمهوری مقدونیه ۸،050 denars مقدونی ($ ۱۷۱) در ماه [۷] ۲٬۰۱۷ ۵٬۲۷۱ .۹۷ ۴۷ ۲۰۱۲
- ماداگاسکار ۱۰۰٬۰۰۰ ماداگاسکار ariary (44 دلار) در هر ماه برای کارگران غیر کشاورزی ۱۰۱،000 ariary ($ ۴۵) در هر ماه برای کارگران کشاورزی [۷] ۵۴۷ ۱٬۱۱۰ .۲۶ ۱۱۵ ۲۰۱۲
- مالاوی MK 317 ($ ۱٫۰۲) در روز [۷] ۳۳۱ ۷۲۴ .۱۶ ۸۱ ۲۰۱۲
- مالزی RM900 ($ ۲۹۴) در هر ماه در شبه جزیره، و RM800 ($ ۲۶۱) در هر ماه برای ایالت‌های صباح، ساراواک، و LABUAN [7] [60] ۳٬۱۰۷ ۱٫۴۹ ژانویه ۱، ۲۰۱۳
- مالدیو هیچ؛ ۳،100 Maldivian rufiyaa ($ ۲۴۲) در هر ماه در بخش دولتی [۲۷] ۲۰۱۱
- مالی ۲۸٬۴۶۵ فرانک CFA ($ ۵۷)، تکمیل شده توسط یک بسته مورد نیاز از منافع، از جمله امنیت اجتماعی و مراقبت‌های بهداشتی [۷] ۶۶۹ ۱٬۱۸۱ .۳۲ ۱۰۸ ۲۰۱۲
- جزیره مالت ۷۰۲٫۸۲ € (از شماره ۹۰۱ دلار) در هر ماه، € ۱۶۲٫۱۹ (۲۰۸ دلار) در هر هفته. همراه با جایزه اجباری سالانه € ۲۷۰٫۲۰ ($ ۳۴۶) و € ۲۴۲٫۲۶ (۳۱۱ دلار) هزینه سالانه زندگی افزایش، به‌طور خودکار برای تورم تنظیم [۲۷] [۶۱] [۶۲] ۱۰٬۸۱۳ ۱۵٬۰۶۰ ۵٫۲۰ ۵۵ ژانویه ۱، ۲۰۱۳
- جزایر مارشال ایالات متحده $ ۲٫۰۰ در هر ساعت برای کارمندان بخش دولتی و خصوصی [۷] ۴٬۱۶۰ ۲٫۰۰ ۲۰۱۲
- موریتانی ۳۰٬۰۰۰ موریتانی Ouguiya مظنهٔ (۱۰۰ دلار) در هر ماه برای بزرگسالان [۷] ۱٬۲۱۴ ۲٬۸۴۲ .۵۸ ۱۱۱ ۲۰۱۲
- موریس ۶۰۷ روپیه موریس (۲۰ دلار) در هر هفته برای کارگران غیر ماهر در صادرات پردازش منطقه (EPZ). 794 روپیه (۲۶ دلار) در هر هفته برای کارگران غیر ماهر کارخانه در خارج از EPZ. توسط دولت توسط بخش تنظیم شده، و در هر سال افزایش یافته‌است بر اساس نرخ تورم [۷] ۱٬۰۵۰ ۱٬۸۱۱ .۵۰ ۱۳ ۲۰۱۲
- مکزیک ۶۴٫۷۶ پزو مکزیک ($ ۴٫۹۲) در هر روز برای منطقه پزو و ۶۱٫۳۸ (۴٫۶۶ دلار) در هر روز برای منطقه B [63] ۱٬۲۱۲ ۲٬۲۵۳ .۵۸ ۱۵ ژانویه ۱، ۲۰۱۳
- مولداوی ۱۳۰۰ مولداوی لی (۱۰۸ دلار) در بخش خصوصی، ۶۰۰ لی (۵۰ دلار) در هر ماه در بخش عمومی [۷] [۶۴] ۵۹۵ ۱٬۹۲۷ .۲۹ ۵۷ ۲۰۱۲
- اهل موناکو € ۱٬۵۹۳٫۶۷ در هر ماه و ۹٫۴۳ یورو در هر ساعت (همان حداقل دستمزد فرانسه)، به علاوه تنظیم ۵٪ [۶۵] [۶۶] ۲۴٬۵۱۸ ۲۱٬۹۸۲ ۱۲٫۰۹ ژانویه ۱، ۲۰۱۳
- مغولستان ۱۴۰٬۴۰۰ مغولی tögrög (100 دلار) در هر ماه [۷] ۱٬۲۴۱ ۲٬۰۱۸ .۶۰ ۴۳ ۲۰۱۲
- مونته‌نگرو € ۱۴۷٫۵۰ ($ ۱۹۵) در ماه [۷] ۲٬۲۶۹ ۴۵۳۸ ۱٫۰۹ ۳۴ ۲۰۱۲
- مراکش ۹۷ درهم مراکش ($ ۱۱٫۵۰) در هر روز در بخش صنعتی، ۶۳ درهم (۷٫۵۰ دلار) در هر روز برای کارگران بخش کشاورزی [۷] ۱٬۸۹۸ ۲٬۷۳۵ .۹۱ ۵۹ ۲۰۱۲
- موزامبیک مجموعه‌ای برای نه بخش‌های مختلف اقتصادی، محدوده از ۲٬۳۰۰ موزامبیک meticias ($ ۷۸) یک ماه در بخش کشاورزی به ۶،171 meticias ($ ۲۰۸) یک ماه در بخش مالی [۷] [۱۲] ۹۷۳ .۴۷ مارس ۱، ۲۰۱۲
- میانمار هیچ؛ ۱۵،000 Myanma kyat ($ ۱۱۰) در هر ماه برای کارمندان دولتی حقوق بگیر. ۲،000 kyat ($ ۴٫۴۴) در هر روز برای کارگران در روز، تکمیل شده توسط یارانه‌ها و کمک هزینه‌های مختلف [۲۷] ۲۰۱۱
- نامیبیا هیچ؛ بخش معدن، ساخت و ساز، امنیت و کشاورزی از طریق چانه زنی جمعی مجموعه‌ای از سطوح اساسی پرداخت [۷] ۲۰۱۲
- نائورو هیچ؛ است که یک سیستم حقوق و دستمزد فارغ‌التحصیل شده برای افسران و کارکنان خدمات عمومی وجود دارد، هیچ‌یک برای کارگران بخش خصوصی [۷] ۲۰۱۲
- نپال ۶٬۲۰۰ روپیه نپال ($ ۷۱) در هر ماه برای نیروی کار غیر ماهر، ۱۲،000 NRS برای کار نیمه ماهر، NRS 14،۵۰۰ برای نیروی کار ماهر، ۱۸٬۰۰۰ نفر یا بیشتر NRS بسیار ماهر برای کار [۷] [۲۸] ۸۷۳ ۲٬۰۷۴ .۴۲ ۱۶۶ ۲۰۱۲
- هلند € ۱٬۴۶۹٫۴۰ در هر ماه، ۳۳۳٫۸۵ € در هر هفته، € ۶۶٬۷۷ در هر روز، و ۸٫۴۷۷۵ € در هر ساعت برای افراد ۲۳ سال و بالاتر، بین ۳۰–۸۵٪ از این مقدار برای افراد ۱۵–۲۲ [۶۷] [۶۸] ۲۲٬۶۰۶ ۲۰٬۹۹۱ ۱۰٫۸۷ ۴۹ ژانویه ۱، ۲۰۱۳
- نیوزیلند NZ $ ۱۳٫۷۵ در هر ساعت برای کارگران ۱۸ ساله یا مسن تر، و NZ $ ۱۱ در هر ساعت برای کسانی که سن ۱۶ یا ۱۷ یا در آموزش؛ هیچ حداقل دستمزد قانونی برای کارمندانی که زیر ۱۶ سال هستند قدیمی وجود دارد [۶۹] ۲۳٬۲۵۲ ۱۸٬۶۹۳ [۱۱] ۱۱٫۱۸ ۶۲ آوریل ۱، ۲۰۱۳
- نیکاراگوئه تنظیم برای نه بخش‌های مختلف اقتصادی؛ محدوده از ۲،273.80 córdobas در نیکاراگوئه در هر ماه در بخش کشاورزی از ۵،161.22 córdobas در ماه در بخش مالی [۱۲] ۱٬۱۵۹ ۲٬۹۲۱ .۵۶ ۷۷ ژانویه ۱، ۲۰۱۲
- نیجر ۳۰٬۰۴۷ فرانک CFA (60 دلار) در ماه [۷] [۱۲] ۷۰۶ ۱٬۳۷۷ .۳۴ ۲۰۴ اوت ۱۷، ۲۰۱۲
- نیجریه ۱۸،000 naira در هر ماه ($ ۱۱۵) [۷] ۱٬۳۷۷ ۲٬۳۵۴ .۶۶ ۹۳ ۲۰۱۲
- نروژ هیچ؛ دستمزد به‌طور معمول در یک مقیاس ملی مذاکره کارگری، کارفرمایان و دولت‌های محلی قرار می‌گیرند [۷] ۲۰۱۲
- عمان ۲۲۵ ریال عمان ($ ۵۹۲) در هر ماه به همراه کمک هزینه ۱۰۰ ریال ($ ۲۶۳) در هر ماه برای شهروندان؛ به کارگران خارجی صدق نمی‌کند [۷] [۷۰] ۱۰٬۲۶۲ ۷۰۵۹ ۴٫۹۳ ۲۵ ژوئیه ۱، ۲۰۱۳
- پاکستان ۸٬۰۰۰ روپیه پاکستان ($ ۸۲) در ماه [۷] [۱۹] ۱٬۰۲۸ ۲٬۲۶۰ ۰٫۴۹ ۸۲ ۲۰۱۲
- پالائو ایالات متحده $ ۲٫۵۰ در هر ساعت؛ کارگران خارجی را شامل نمی‌شود [۷] ۵٬۲۰۰ ۸۹۶۶ [۱۱] [۷۱] ۲٫۵۰ ۶۵ ۲۰۱۲
- پاناما 1.2222-2.3636 balboas ($ ۱٫۲۲۲۲ به ۲٫۳۶۳۶ $) به ازای هر ساعت، بسته به منطقه و بخش. محصولات غذایی و استفاده از امکانات مسکن بخشی از حقوق و دستمزد برای برخی از کارگران، از جمله کارگران خانگی و کشاورزی در نظر گرفته شد. حقوق و دستمزد برای کارگران خانگی در محدوده از ۱۷۵ تا 200 balboas ($ ۱۷۵ تا $ ۲۰۰) در هر ماه. بخش‌های کشاورزی و ساخت و ساز دریافت پایین‌ترین و بالاترین حداقل دستمزد بود. [۷] [۷۲] ۲٬۵۴۲ ۱۱٬۷۰۰ ۱٫۲۲ ۷۵ ۲۰۱۲
- پاپوآ گینه نو ۱۰۰٫۸۰ پاپوآ گینه کینا ($ ۴۰) در هر هفته [۷] ۲٬۵۲۰ ۳٬۲۱۶ ۱٫۲۱ ۱۲۰ ۲۰۱۲

```
پاراگوئه ۱٬۶۵۸،232 guaraníes در پاراگوئه ($ ۳۷۵) در هر ماه؛ این قانون تبعیض علیه کارگران داخلی، که از نظر قانونی تنها ۴۰ درصد از حداقل دستمزد حق. حکم قانون که مسکن و مواد غذایی نسبت به حقوق و دستمزد کارگر داخلی شمرده شده‌است. [۷] [۱۲] [۷۳] ۴٬۴۹۷ ۷٬۲۱۰ ۲٫۱۶ ۱۳۱ ۲۰۱۲
```

- پرو 750 nuevos کف پرو ($ ۲۹۴) و در ماه [۷] [۱۲] ۳٬۴۰۹ ۵٬۵۵۵ ۱٫۶۴ ۵۴ ژوئن ۱، ۲۰۱۲
- فیلیپین ۲۰۵ پزو ($ ۴٫۸۵) در هر روز در بخش کشاورزی nonplantation در منطقه Ilocos تا ۴۵۶ ($ ۱۰٫۸۰) پزو در روز در بخش غیر کشاورزی در منطقه سرمایه ملی است. [۷۴] ۱٬۲۶۲ ۲٬۴۹۲ .۶۱ ۴۸ ژوئیه ۲۵، ۲۰۱۲
- لهستان ۱،600 PLN (€ ۳۸۴) در ماه [۷۵] ۵٬۸۹۰ ۱۰٬۲۱۳ ۲٫۸۳ ۴۸ ژانویه ۱، ۲۰۱۳
- پرتغال € ۵۶۵٫۸۳ ($ ۷۲۵) در هر ماه در ۱۲ پرداخت، € ۴۸۵ ($ ۶۲۱) در هر ماه در ۱۴ پرداخت برای کارگران تمام وقت، کارگران روستایی و کارکنان داخلی سنین ۱۸ سال و بالاتر [۱۶] ۸۷۰۵ ۱۰٬۷۷۸ [۷۶] ۴٫۱۹ ۴۲ ژانویه ۱، ۲۰۱۳
- قطر هیچ؛ قانون کار فراهم می‌کند امیر با قدرت به تعیین حداقل دستمزد، اما او اینکار را نکرد [۷] ۲۰۱۲
- رومانی 750 RON رومانیایی لی (€ ۱۷۱) در هر ماه برای یک برنامه تمام وقت از ۱۶۸٫۶۶۷ ساعت در ماه [۷۷] ۷۸ ۲٬۵۹۴ ۵٬۳۲۵ ۱٫۲۸ ۳۵ فوریه ۱، ۲۰۱۳
- روسیه ۴٬۶۱۱ روبل ($ ۱۵۲) در ماه [۷] ۱٬۷۹۴ ۳٬۰۵۷ .۸۶ ۱۴ ۲۰۱۲
- رواندا هیچ؛ محدوده از ۵۰۰ تا ۱٬۰۰۰ فرانک رواندا ($ ۰٫۸۳ تا $ ۱٫۶۶) در هر روز در صنعت چای و ۱۵۰۰ تا ۵۰۰۰ فرانک ($ ۲٫۵۰ تا $ ۸٫۳۰) در هر روز در صنعت ساخت و ساز [۷] ۲۰۱۲
- سنت کیتس و نویس EC 8.00 دلار ($ ۳٫۰۰) در هر ساعت [۷] ۶٬۱۶۳ ۸٬۰۷۸ [۱۱] ۳٫۰۰ ۴۷ ۲۰۱۲
- سنت لوسیا حداقل دستمزد برای برخی از بخش‌های EC $ ۳۰۰ ($ ۱۱۱) در هر ماه برای کارمندان اداری، EC 200 ($ ۷۴) دلار برای فروشگاه دستیاران؛ EC $ ۱۶۰ (۵۹ دلار) برای رسولان [۷] ۲۰۱۲
- سنت وینسنت و گرنادین EC $ ۵۶ ($ ۲۰٫۷۴) در هر روز برای کارگران کشاورزی (سرپناه ارائه نشده‌است)؛ EC $ ۴۰ ($ ۱۴٫۸۱) در هر روز برای کارگران صنعتی [۷] ۳۸۵۲ ۶۵۴۱ [۱۱] ۱٫۸۵ ۶۱ ۲۰۱۲
- ساموآ WST $ ۲٫۰۰ ($ ۰٫۸۹) در هر ساعت برای بخش خصوصی؛ WST 2.65 $ ($ ۱٫۱۸) برای بخش دولتی [۷] ۱٬۸۱۷ ۲٬۲۶۱ [۱۱] .۸۷ ۵۱ ۲۰۱۲
- سان مارینو € ۸٫۸۰ (۱۱٫۲۸ دلار) به ازای هر ساعت [۲۷] ۲۲٬۰۰۰ ۲۱٬۴۵۰ [۷۹] [۸۰] ۱۱٫۲۸ ۳۷ [۸۰] ۲۰۱۱
- سائوتومه و پرینسیپ هیچ؛ ۷۵۰٬۰۰۰ سائوتومه و پرینسیپ dobras ($ ۴۰) در هر ماه برای کارمندان دولت [۲۷] ۲۰۱۱
- عربستان سعودی ۳٬۰۰۰ ریال سعودی (۸۰۰ دلار) در هر ماه به کارگران خارجی صدق نمی‌کند [۷] ۹٬۶۰۰ ۴٫۶۲ ۲۰۱۲
- سنگال ۲۰۹٫۱۰ فرانک CFA ($ ۰٫۴۲) در هر ساعت برای کارگران عمومی و ۱۸۳ فرانک CFA ($ ۰٫۳۷) در هر ساعت برای کارگران بخش کشاورزی [۷] [۱۲] ۷۴۶ ۱٬۶۲۰ [۱۱] .۳۶ ۸۲ ۲۰۱۲
- صربستان ۲۱٬۰۰۰ دینار ($ ۲۴۴) در ماه [۷] ۲٬۸۶۵ ۵۴۶۹ ۱٫۳۸ ۴۶ ۲۰۱۲
- سیشل هیچ؛ SR 22.80 (1.75 دلار) در هر ساعت در بخش دولتی [۷] ۲۰۱۲
- سیرالئون ۲۵٬۰۰۰ سیرا LEONES Leonean (5.75 دلار) در هر ماه [۷] ۶۹ ۱۶۵ .۰۳ ۱۹ ۲۰۱۲
- سنگاپور هیچ [۷] ۲۰۱۲
- اسلواکی ۳۳۷٫۷۰ € در هر ماه [۸۱] ۵٬۱۹۵ ۷۶۴۶ ۲٫۵۰ ۳۲ ژانویه ۱، ۲۰۱۳
- اسلوونی ۷۸۳٫۶۶ € در ماه [۱۶] [۸۲] ۱۲٬۰۵۶ ۱۴٬۶۹۴ ۵٫۸۰ ۵۵ ژانویه ۱، ۲۰۱۳
- جزایر سلیمان SI $ ۴٫۰۰ ($ ۰٫۵۵) در هر ساعت برای همه کارگران به جز کسانی که در بخش‌های کشاورزی و ماهیگیری، که SI $ ۳٫۵۰ ($ ۰٫۴۸) در هر ساعت [۷] ۱٬۱۳۰ ۲٬۰۶۳ [۱۱] .۵۴ ۷۱ ۲۰۱۲
- سومالی هیچ [۷] ۲۰۱۲
- آفریقای جنوبی هیچ؛ ۱،041 R در هر ماه برای کارگران مزرعه در مناطق شهری و R989 ماه در مناطق روستایی؛ برای کارگران خانگی به کار بیش از ۲۷ ساعت در هفته آن را از R1 محدوده، ۰۶۷ یک ماه به R1، ۱۶۷ یک ماه [۲۸] ۲۰۰۸
- کشور اسپانیا ۷۵۲٫۸۵ € در هر ماه در ۱۲ پرداخت، ۶۴۵٫۳۰ € در هر ماه در ۱۴ پرداخت [۱۶] [۸۳] ۱۱٬۵۸۲ ۱۲٬۵۴۸ ۵٫۵۷ ۳۹ ژانویه ۱، ۲۰۱۳
- سریلانکا ۶٬۵۰۰ روپیه در ماه [۱۲] ۶۱۱ ۱٬۳۸۹ .۲۹ ۲۵ ژانویه ۱، ۲۰۱۳
- سودان ۴۲۵ پوند سودان در ماه [۲۸] ۱٬۹۱۰ ۳٬۰۹۰ .۹۲ ۱۳۳ ۲۰۰۸
- سورینام هیچ؛ SRD 600 (180 دلار) در هر ماه پایین‌ترین دستمزد برای کارمندان دولت است [۷] ۲۰۱۲

وازیلند 531.6 Swazi emalangeni (۷۶٫۵۰ دلار) در هر ماه برای یک کارگر خانگی در 420 emalangeni ($ ۶۰٫۵۰) یک ماه برای کارگر غیر ماهر، 600 emalangeni ($ ۸۶٫۵۰) یک ماه برای یک کارگر ماهر [۲۷] ۶۹۴ ۱٬۱۲۸ .۳۳ ۱۹ ۲۰۱۱
- سوئد هیچ؛ تعیین شده توسط قراردادهای سالانه چانه زنی جمعی [۷] ۲۰۱۲
- سویس هیچ، با این حال، اکثر قراردادهای دسته جمعی داوطلبانه حاوی بند در حداقل جبران خسارت، اعم از ۲٬۲۰۰ تا ۴٬۲۰۰، فرانک در هر ماه برای کارگران غیرماهر و از ۲٬۸۰۰ تا ۵٬۳۰۰، فرانک در هر ماه برای کارکنان ماهر [۲۸] ۲۰۰۸
- سوریه ۹٬۷۶۵ تا ۱۴٬۷۶۰ پوند سوریه ($ ۱۷۶ - $ ۲۶۶) در هر ماه، به علاوه منافع، از جمله برای جبران وعده‌های غذایی، لباس، و حمل و نقل [۲۷] ۲٬۱۱۲ ۲٬۸۵۰ ۱٫۰۲ ۵۴ ۲۰۱۱
- تایوان NT $ ۱۹٬۰۴۷ ($ ۶۳۸) در هر ماه؛ NT $ ۱۰۹ ($ ۳٫۶۶) در ساعت [۸۴] [۸۵] ۷٬۵۸۸ ۱۴٬۴۶۰ ۳٫۶۶ ۳۷ آوریل ۱، ۲۰۱۳
- تاجیکستان ۸۰ تاجیکستان سامانی (۱۷ دلار) در هر ماه، به علاوه برخی از یارانه‌های دولتی برای کارگران و خانواده‌هایشان [۲۷] ۲۰۳ ۵۱۹ .۱۰ ۲۲ ۲۰۱۱
- تانزانیا ۷۰٬۰۰۰ شیلینگ تانزانیا (۴۴ دلار) در ماه [۷] ۵۳۱ .۲۶ ۲۰۱۲
- تایلند محدوده از ۳۰۰ بات تایلند N / بات به ازای هر روز، با توجه به هزینه‌های زندگی در استان‌های مختلف، تعیین شده توسط کمیته‌های استانی دستمزد سه جانبه که گاهی اوقات شامل نمایندگان کارفرما تنها [۸۶] [۸۷] [۸۸] ۲٬۵۱۰ ۴٬۴۴۷ ۱٫۲۱ ۵۱ ژانویه ۱، ۲۰۱۳
- تیمور لسته ایالات متحده $ ۱۱۵ در ماه [۷] ۱٬۳۸۰ .۶۶ ۲۰۱۲
- توگو ۳۵٬۰۰۰ ($ ۷۰) فرانک CFA در هر ماه [۷] [۱۲] ۸۲۳ ۱٬۵۸۸ .۴۰ ۱۵۱ ژانویه ۱، ۲۰۱۲
- تونگا هیچ [۷] ۲۰۱۲
- ترینیداد و توباگو TT $ ۱۲٫۵۰ (۱٫۹۴ دلار) در هر ساعت [۸۹] ۴٬۰۴۴ ۴۳۹۴ [۱۱] ۱٫۹۴ ۱۸ ۲۰۱۲
- تونس برای بخش صنعتی: ۲۸۶ دینار تونس (۱۹۰ دلار) در هر ماه برای ایام کار در هفته ۴۸ ساعت و ۲۴۶ دینار (۱۶۴ دلار) در هر ماه ایام کار در هفته ۴۰ ساعت. ۸ دینار (۵٫۵۰ دلار) به ۹ دینار (۶ دلار) در هر روز برای کارگران کشاورزی تکمیل با کمک هزینه‌های حمل و نقل و خانواده [۲۷] ۱٬۳۳۳ ۲٬۵۶۰ .۶۴ ۲۷ ۲۰۱۱

بوقلمون ۹۷۸٫۶۰ لیره ترکیه (۴۱۱ €) در هر ماه [۹۰] ۶۵۲۴ ۱۱٬۴۰۱ ۳٫۱۴ ۶۷ ژانویه ۱، ۲۰۱۳
- ترکمنستان ۵۰۰ منات ترکمنستان ($ ۱۷۵) در ماه [۷] ۲٬۱۰۰ ۱٫۰۱ ۲۰۱۲
- تووالو هیچ؛ $ ۱۳۰ هفته‌ای دو بار در بخش عمومی [۲۸] ۲۰۰۸
- اوگاندا ۵۴٬۰۰۰ شیلینگ اوگاندا ($ ۲۰٫۱۰) در هر ماه [۷] ۲۵۹ ۷۷۰ .۱۲ ۵۷ ۲۰۱۲
- اوکراین است ۶٫۹۰ اوکراین hryven ($ ۰٫۸۶) در ساعت یا 1147 hryven اوکراین ($ ۱۴۳) در ماه [۷] [۱۲] ۱٬۷۲۳ ۳٬۴۴۱ .۸۶ ۴۸ ژانویه ۱، ۲۰۱۳
- امارات متحده عربی هیچ [۷] ۲۰۱۲
- انگلستان £ ۶٫۱۹ (۹٫۸۳ دلار) در هر ساعت (۲۱ ساله و بالاتر)، £ ۴٫۹۸ ($ ۷٫۹۰) در ساعت (۱۸–۲۰ سال) £ ۳٫۶۸ (۵٫۸۴ دلار) در هر ساعت (زیر ۱۸ سال و آموزش اجباری به پایان رسید) [۹۱] ۱۹٬۵۱۸ ۱۸٬۰۸۳ [۹۲] ۹٫۸۳ ۵۱ اکتبر ۱، ۲۰۱۲
- ایالات متحده حداقل دستمزد فدرال در ایالات متحده ۷٫۲۵ $ در ساعت است. ایالت‌ها نیز ممکن است حداقل تعیین می‌کنند، که در این صورت بالاتر از این دو کنترل، [۹۳] برخی از نواحی معاف هستند و نرخ پایین‌تر است (نگاه کنید به حداقل دستمزد در ایالات متحده). ۱۵٬۰۸۰ ۱۵٬۰۸۰ [۱۱] ۷٫۲۵ ۳۱ ژوئیه ۲۴، ۲۰۰۹
- اروگوئه ۷۹۲۰ پزو اروگوئه ($ ۳۹۰) در ماه [۷] [۹۴] ۴۶۷۹ ۴٬۰۵۴ ۲٫۲۵ ۲۷ ژانویه ۱، ۲۰۱۳
- ازبکستان ۷۹٬۵۹۰ ازبکستان سام ($ ۴۰) در ماه [۷] ۴۸۰ ۹۳۷ .۲۳ ۱۷ ۲۰۱۲
- وانواتو ۳۰٬۰۰۰ وانواتو واتو ($ ۳۲۳) در ماه [۷] ۴٬۰۲۴ ۵٬۰۱۶ ۱٫۹۳ ۱۱۳ ۲۰۱۲
- ونزوئلا 2457 bolívares ونزوئلا ($ ۳۹۰) در ماه [۹۵] ۴٬۶۸۰ [۹۶] ۸٬۱۰۰ ۲٫۲۵ ۶۴ مه ۱، ۲۰۱۳
- ویتنام VND 1.78 میلیون (۸۵ دلار) به VND 2 میلیون (۹۵ دلار) در هر ماه در مناطق شهری، و VND 1.4 میلیون (۶۷ دلار) به ۱٫۵۵ میلیون (۷۴ دلار) در هر ماه در مناطق روستایی برای کارگران غیر ماهر در شرکت‌های خصوصی. VND 830،۰۰۰ (۳۹٫۵۰ دلار) به VND 1.05 میلیون دلار (۵۰ دلار) در هر ماه برای کارمندان دولت و کارمندان دولت است. [۷] ۴۸۶ ۱٬۰۰۲ .۲۳ ۳۴ ژانویه ۱، ۲۰۱۲
- یمن هیچ [۷] ۲۰۱۲
- زامبیا ۴۱۹ کواچا زامبیا ($ ۸۲) در ماه [۲۷] ۱٬۰۳۴ ۱٬۱۷۶ .۵۰ ۶۰ ۲۰۱۱
- زیمبابوه هیچ، در سراسر کشور، به جز برای کارگران کشاورزی داخلی و مقررات دولت برای هر یک از ۲۲ بخش صنعتی تعیین حداقل دستمزدها [۲۸]

فهرست حداقل دستمزدها بر اساس کشور
از ویکی‌پدیا، دانشنامه آزاد
لیست زیر به حداقل دستمزد رسمی نرخ در ۱۹۷ کشور و سرزمین: ۱۹۲ کشور عضو سازمان ملل متحد (شامل سودان جنوبی، که استقلال در ژوئیه ۲۰۱۱ به دست آورد)، به علاوه جمهوری چین (تایوان)، قبرس شمالی، هنگ کنگ، کوزوو و صحرای غربی. برخی از کشورها مؤثر تر از بقیه هستند در اجرای این مقررات، به طوری که حداقل دستمزد مؤثر ممکن است کمتر از یک مقدار. برخی از کشورها ممکن است حداقل دستمزد سیستم بسیار پیچیده داشته باشد، برای مثال، هند دارای بیش از ۱۲۰۰ نرخ حداقل دستمزد است. [۱]
حداقل دستمزد داده شده به مبلغ ناخالص، یعنی قبل از کسر مالیات و سهم تأمین اجتماعی، که از کشوری به کشور دیگر متفاوت است. همچنین محاسبات دستمزدها از حذف روزهای، از جمله تعطیلات عمومی، حقوق مرخصی استعلاجی و مرخصی سالانه گردیده‌است.
به خاطر مقایسه، «دستمزد سالانه» ستون در ارائه دلارهای بین‌المللی، یک واحد فرضی ارز است که همان قدرت خرید که دلار آمریکا در حال ایالات متحده در سال ۲۰۱۱ است. برای محاسبه دستمزد سالانه، کمترین میزان حداقل دستمزد به‌طور کلی مورد استفاده قرار گرفت.
محتویات
```
 [پنهان کردن]
```

- ۱ حداقل دستمزد بر پایه کشور
- حداقل دستمزدها بر اساس کشور [ویرایش]

قیاس محاسبه بر پایه واحد پول دلار کشور آمریکا است پس برای تبدیل مبالغ خو شما بر اساس نرخ روز ارز محاسبه نمایید، با این حال، که قدرت خرید مورد استفاده در اینجا برای تولید ناخالص داخلی است و ممکن است از قدرت خرید مصرف‌کننده شخصی متفاوت باشد.
کشور حداقل دستمزد سالانه
(دلار)[۲]
سالانه
PPP (اعضای هیئت $) [۳]
استاندارد
ایام کار در هفته
(ساعت) ساعتی
(دلار)[۴]
ساعت
(اعضای هیئت $) [۵]
درصد از
تولید ناخالص داخلی در
سرانه[۶]
مؤثر
- ترکیه

۹۷۸٫۶۰ لیره ترکیه (۴۱۱ €) در هر ماه معادل ۵۴۳ دلار [۹۳]
۶۵۲۴ ۱۱٬۴۰۱ ۳٫۱۴ ۶۷ ژانویه ۱، ۲۰۱۳
- نپال

۶٬۲۰۰ روپیه نپال ($ ۷۱) در هر ماه برای نیروی کار غیر ماهر، ۱۲،000 NRS برای کار نیمه ماهر، NRS 14،۵۰۰ برای نیروی کار ماهر، ۱۸٬۰۰۰ نفر یا بیشتر NRS بسیار ماهر برای کار[۷] [۲۸]
۸۷۳ ۲٬۰۷۴ .۴۲ ۱۶۶ ۲۰۱۲
- اتریش

هیچ؛ در عوض، قراردادهای دسته جمعی در سراسر کشور حداقل دستمزد طبقه‌بندی مشاغل برای هر صنعت و ارائه حداقل دستمزد از ۱٬۰۰۰ یورو در ماه دستمزد که چنین موافقت نامه‌های جمعی وجود دارد، از جمله برای کارگران خانگی، کارکنان مربوط به فراشی، و جفت طلا، در قانون مربوط تنظیم و به‌طور کلی کمتر از کسانی که تحت پوشش چانه زنی جمعی است. [۷]
۲۰۱۲
- اتیوپی

هیچ. برخی از نهادهای دولت و شرکت‌های دولتی تنظیم حداقل دستمزد خود خود: کارمندان بخش دولتی، بزرگترین گروه از مزد بگیران، حداقل دستمزد ماهانه ۴۲۰ صدای چرخیدن به دست آوردهصدای چرخیدن (۲۳ دلار). کارکنان در بخش بانکداری و بیمه به حال حداقل دستمزد ماهانه ۳۳۶ صدای چرخیدن ($ ۱۸) [۷]
۲۰۱۲
```
 آذربایجان
```

۹۳٫۵۰ منات آذربایجان ($ ۱۱۷) در ماه [۷]
۱٬۴۲۰ ۲٬۰۷۸ ۰٫۶۸ ۱٫۰۰ ۲۱ ۲۰۱۲
```
 اردن
```

۱۹۰ دینار اردن ($ ۲۶۸) در ماه [۷]
۳٬۲۱۱ ۳٬۲۱۴ ۱٫۵۴ ۵۴ ۲۰۱۲
- آرژانتین

۲٬۸۷۵ پزو آرژانتین در هر ماه تا ۲۰۰ ساعت، به پرداخت سیزده بار است یک سال [۱۲] [۱۳]
۸٬۲۳۲ ۱۴٬۵۴۳ ۳٫۹۶ ۶٫۹۹ ۸۳ فوریه ۱، ۲۰۱۳
- ارمنستان

۳۵٬۰۰۰ ارمنستان درام (۸۶٫۲۰ دلار) در هر ماه [۷]
۱٬۰۴۵ ۱٬۸۳۴ .۵۰ .۸۸ ۳۲ ۲۰۱۲
- اروگوئه

۷۹۲۰ پزو اروگوئه ($ ۳۹۰) در ماه [۷] [۹۷]
۴۶۷۹ ۴٬۰۵۴ ۲٫۲۵ ۲۷ ژانویه ۱، ۲۰۱۳
- اریتره

است هیچ؛ 500 nakfa اریتره ($ ۳۳) در هر ماه در بخش عمومی[۷]
۲۰۱۲
- ازبکستان

۷۹٬۵۹۰ ازبکستان سام ($ ۴۰) در ماه [۷]
۴۸۰ ۹۳۷ .۲۳ ۱۷ ۲۰۱۲
- استرالیا

اکثر کارگران تحت پوشش جایزه، که ممکن است با سن کارکنان، موقعیت جغرافیایی و صنعت متفاوت است. برای بزرگسالان توسط یک جایزه یا توافق پوشش داده نمی‌شوند، حداقل دستمزد A $۱۵٫۹۶ در هر ساعت در هفته $ ۶۰۶٬۴۰، تنظیم فدرال توسطنمایشگاه کار استرالیا. تاریخ و کارگران، کارآموزان و کارآموزان جایزه پوشش داده نمی‌شوند هر کدام یک مجموعه حداقل دستمزد در سطح ملی است. [۱۴] [اطلاعات مورخ]
۳۲٬۵۰۸ ۲۰٬۶۱۰ ۳۸ [۷]
۱۶٫۴۵ ۱۰٫۴۳ ۴۹٫۱٪ ۲۰۱۲ ژوئیه ۱
- استونی

€ ۳۲۰ در هر ماه [۱۶]
۴۹۲۳ ۷٬۱۱۱ ۲٫۳۷ ۳۲ ۲۰۱۳
- اسرائیل

۴٬۳۰۰ اسرائیل شکل جدید در هر ماه، ۲۳٫۱۲ اسرائیل شکل جدید در هر ساعت [۵۰]
۱۳٬۳۶۸ ۱۲٬۸۳۶[۱۱]
۶٫۴۳ ۴۶ اکتبر ۱، ۲۰۱۲
- اسلواکی

۳۳۷٫۷۰ € در هر ماه [۸۴]
۵٬۱۹۵ ۷۶۴۶ ۲٫۵۰ ۳۲ ژانویه ۱، ۲۰۱۳
- اسلوونی

۷۸۳٫۶۶ € در ماه [۱۶] [۸۵]
۱۲٬۰۵۶ ۱۴٬۶۹۴ ۵٫۸۰ ۵۵ ژانویه ۱، ۲۰۱۳
- آفریقای جنوبی

هیچ؛ ۱،041 R در هر ماه برای کارگران مزرعه در مناطق شهری و R989 ماه در مناطق روستایی؛ برای کارگران خانگی به کار بیش از ۲۷ ساعت در هفته آن را از R1 محدوده، ۰۶۷ یک ماه به R1، ۱۶۷ یک ماه [۲۸]
۲۰۰۸
- افغانستان

۵٬۰۰۰ افغانی در ماه برای کارکنان دولت. بدون حداقل مجموعه‌ای برای کارگران بخش خصوصی، اما قانون کار مانع از پرداخت کارگران بخش خصوصی کمتر از کارکنان دولت. کارگران روز مزد بخش غیررسمی در معرض خطر است [۷].
۱٬۱۷۸ ۲٬۶۹۱ ۴۰ ۰٫۵۷ ۱٫۲۹ ۲۳۶٫۲٪ ۲۰۱۲ [نیازمند منبع]
- اکوادور

ایالات متحده $ ۳۱۸ در ماه [۳۶]
۳٬۸۱۶ ۷٬۳۳۸ ۱٫۸۳ ۸۵ ژانویه ۱، ۲۰۱۳
- آلبانی

به ۲۱٬۰۰۰ لک آلبانی E در هر ماه، در سراسر کشور. قانون تأسیس ایام کار در هفته ۴۰ ساعت است، اما در ایام کار در هفته واقعی است که به‌طور معمول با توافق فردی یا جمعی چانه زنی تنظیم شده‌است. [۷]
۲٬۳۲۹ ۴۳۹۳ ۴۰ ۱٫۱۲ ۲٫۱۱ ۴۹٫۶٪ ۱ ژوئیه ۲۰۱۱ [۸].
- الجزایر

۱۸٬۰۰۰ دینار الجزایر در هر ماه، در سراسر کشور [۷]
۲٬۷۸۶ ۵٬۰۲۸ ۴۰ ۱٫۳۴ ۲٫۴۲ ۵۸٫۱٪ دی ۲۰۱۲ [۹]
- السالوادور

تنظیم بخش بخش، برای مثال، ایالات متحده $ ۲۲۴٫۲۹ یک ماه برای کارمندان خرده فروشی آمریکا ۲۱۹٫۴۰ دلار برای کارگران صنعتی آمریکا ۱۸۷٫۶۸ دلار برای کارگران مونتاژ پوشاک آمریکا ۱۰۴٫۹۷ دلار برای کارگران صنعت کشاورزی [۷]
۲۰۱۲
- آلمان

هیچ، جز کارگران ساختمانی، کارگران برق، سرایداران، roofers، نقاشان، و حامل نامه. حداقل دستمزد است اغلب با قراردادهای دسته جمعی در بخش‌های دیگر اقتصاد تنظیم شده و اجرا توسط قانون [۷]
با این حال، این قانون بیان می‌کند که یک کارگر پرداخت «غیراخلاقی دستمزد» غیرقانونی است. هیچ توافق کلی وجود دارد آنچه به منزله «غیراخلاقی» پرداخت. یک قاضی در دادگاه در کرفلد، آلمان، حکم داد که صندوقدار در یک سوپر مارکت است برای به دست آوردن معادل تقریباً 7USD در ساعت. دادگاه فدرال در آلمان حکم داد که هر دستمزد کمتر از ۷۵٪ متوسط دستمزد یا حقوق و دستمزد برای یک شغل خاص به منزله پرداخت‌های غیرقانونی. با این حال، از آنجا که هیچ حداقل دستمزد قانونی به خوبی تعریف شده تا ماه فوریه ۲۰۱۳ وجود دارد، دادگاه‌ها معمولاً آن‌هایی که می‌گویند نهایی خواهد شد و تنها در موارد فردی حکومت است. [۳۸]
۲۰۱۲
- امارات متحده عربی

هیچ [۷]
۲۰۱۲
- آنتیگوا و باربودا

EC $ ۷٫۵۰ (۲٫۷۸ دلار) به ازای هر ساعت [۷]
۵۷۷۸ ۱۰٬۲۸۶[۱۱]
۲٫۷۸ ۴٫۹۵ ۵۶ ۲۰۱۲
- آندورا

€ ۹۶۲ ($ ۱٬۲۳۳) در هر ماه، € ۵٫۵۵ (۷٫۱۲ دلار) در هر ساعت [۱۰]
۱۴٬۲۶۹ ۴۰ [۷]
۶٫۸۶ ۱، ۲۰۱۳ [۱۰]
- اندونزی

تأسیس ولایتی و ولسوالی مقامات، که توسط استان، منطقه، و بخش متفاوت است. پایین‌ترین حداقل دستمزد در استان مرکزی جاوا در روپیه ۶۸۶٬۹۲۵ (۷۱ دلار) در ماه بود و بالاترین در جاکارتا در روپیه ۲۲۴۴۶۰۰ (۲۳۲ دلار) در هر ماه بود [۷] [۴۵]
۸۷۸ .۴۲ ۲۰۱۲
- انگلستان

£ ۶٫۱۹ (۹٫۸۳ دلار) در هر ساعت (۲۱ ساله و بالاتر)، £ ۴٫۹۸ ($ ۷٫۹۰) در ساعت (۱۸–۲۰ سال) £ ۳٫۶۸ (۵٫۸۴ دلار) در هر ساعت (زیر ۱۸ سال و آموزش اجباری به پایان رسید) [۹۴]
۱۹٬۵۱۸ ۱۸٬۰۸۳[۹۵]
۹٫۸۳ ۵۱ اکتبر ۱، ۲۰۱۲
- آنگولا

۱۰،900 kwanza ($ ۱۱۵) در ماه [۷]
۱٬۳۷۱ ۱٬۵۷۴ .۶۶ .۷۶ ۲۷ ۲۰۱۱
- موناکو

€ ۱٬۵۹۳٫۶۷ در هر ماه و € ۹٫۴۳ در هر ساعت (همان حداقل دستمزد فرانسه)، به علاوه تنظیم ۵٪ [۶۷] [۶۸]
۲۴٬۵۱۸ ۲۱٬۹۸۲ ۱۲٫۰۹ ژانویه ۱، ۲۰۱۳
- اوکراین

۶٫۹۰ اوکراین hryven ($ ۰٫۸۶) در ساعت یا 1147 hryven اوکراین ($ ۱۴۳) در ماه [۷] [۱۲]
۱٬۷۲۳ ۳٬۴۴۱ .۸۶ ۴۸ ژانویه ۱، ۲۰۱۳
- اوگاندا

۵۴٬۰۰۰ شیلینگ اوگاندا ($ ۲۰٫۱۰) در هر ماه [۷]
۲۵۹ ۷۷۰ .۱۲ ۵۷ ۲۰۱۲
- ایالات فدرال میکرونزی

هیچ. ۲٫۶۵ دلار در ساعت برای اشتغال با دولت ملی. همه کشورها دستمزد ساعتی حداقل برای کارکنان دولت دارند: $ ۲٫۰۰ درPohnpei، $ ۱٫۲۵ در Chuuk، $ ۱٫۴۲ در کاسرا، و ۱٫۶۰ دلار در صدای تند و تیز. $ ۱٫۷۵ برای کارگران بخش خصوصی در Pohnpei [7] |
۲۰۱۲
- ایالات متحده

حداقل دستمزد فدرال در ایالات متحده ۷٫۲۵ $ در ساعت است. ایالت‌ها نیز ممکن است حداقل تعیین می‌کنند، که در این صورت بالاتر از این دو کنترل، [۹۶] برخی از نواحی معاف هستند و نرخ پایین‌تر است (نگاه کنید به حداقل دستمزد در ایالات متحده).
۱۵٬۰۸۰ ۱۵٬۰۸۰[۱۱]
۷٫۲۵ ۳۱ ژوئیه ۲۴، ۲۰۰۹
- ایتالیا

هیچ؛ به جای از طریق قراردادهای دسته جمعی را بر اساس یک بخش به بخش [۷]
۲۰۱۲
- ایران

حداقل دستمزد روزانه کارگران ۵۰۵.۶۲۷ ریال  حداقل دستمزد ماهیانه ۱۵.۱۶۸۸۲۲ ریال (معادل 108 دلار ) در 1398 سال نو فارسی مطرح شد [۴] سالانه برای هر یک از بخش‌های صنعتی و منطقه است. ایام کار در هفته استاندارد ۴۴ ساعت است، و هر کار بیش از ۴۸ حق کارگر به اضافه کاری. [۷]
۱۹۸۰ ۰ ۴۴ [۴۷]
۰٫۶ ۴٫۳۶ ۷۵٫۷٪ ۰۲/۰۷/۲۰۱۳
حداقل حقوق در سال 1397 ( 2018) براساس مصوب شورای عالی کار روزانه 370.423 ریال می‌باشد  که به صورت ماهانه برابر است با 11.112.690 ریال به هر کارگر ایرانی علاوه بر حداقل حقوق مبلغ 1.500.000 ریال تحت عنوان حق مسکن و خواروبار پرداخت می‌شود .
- ایرلند

€ ۱٬۴۶۱٫۸۵ در هر ماه و € ۸٫۶۵ یورو ($ ۱۱٫۰۹) در هر ساعت [۱۶] [۴۸]
۲۲٬۴۹۰ ۲۰٬۸۸۴[۴۹]
۱۱٫۰۹ ۵۰ ژوئیه ۱، ۲۰۱۱
- ایسلند

هیچ؛ حداقل دستمزدها در موافقت نامه‌های مختلف جمعی چانه مذاکره و به‌طور خودکار به همه کارکنان در آن مشاغل، صرف نظر از عضویت در اتحادیه، در حالی که موافقت نامه می‌تواند برای هر دو صنعت یا بخش گسترده، و در برخی موارد شرکت خاص، حداقل دستمزد سطح اشغال خاص [۷] [۱۶]
۲۰۱۲
- باربادوس

BDS $ ۶٫۲۵ (۳٫۱۳ دلار) در هر ساعت برای خدمتکاران خانگی و معاونان فروشگاه؛ وزارت کار توصیه تمام بخش‌های دیگر از این عملاً به عنوان حداقل دستمزد [۷]
۶٬۵۰۰ ۷۶۴۷[۱۱]
۳٫۱۳ ۳٫۶۸ ۳۷ ۲۰۱۲
- باهاما

B $ ۴٫۴۵ (۴٫۴۵ دلار) به ازای هر ساعت، B 35 ($ ۳۵) دلار در هر روز، و B $ ۱۵۰ (۱۵۰ دلار) در هر هفته [۷]
۷٬۸۰۰ ۱۱٬۱۴۳ ۴٫۴۵ ۵٫۳۶ ۳۵ ۲۰۱۲
- بحرین

هیچ؛ 300 BHD (۸۰۰ دلار) برای کارگران بخش عمومی (تنها به اتباع بحرین اعمال می‌شود) [۷]>
۲۰۱۲
- برزیل

R $ ۶۷۸٫۰۰ در هر ماه [۲۳]
۴٬۱۷۲ ۴۴۹۵ ۲٫۰۱ ۲٫۱۶ ۳۹ ژانویه ۱، ۲۰۱۳
- برونئی

هیچ [۷]
۲۰۱۲
- بوروندی

۱۶۰ فرانک بوروندی در هر روز برای کارگران غیرماهر، در عمل، برخی از کارفرمایان به‌طور داوطلبانه پرداخت کارگران غیر ماهر خود را حداقل ۱٬۵۰۰ نفر از فرانک بوروندی در روز [۱۹] [۲۱]
۲۰۱۱
- بلاروس

۸٬۳۴۰ روبل بلاروس در هر ساعت و ۱٬۳۹۵٬۰۰۰ روبل بلاروس در ماه [۱۲]
۲٬۰۰۸ ۸٬۶۳۶ .۹۷ ۴٫۱۵ ۵۸ ژانویه ۱، ۲۰۱۳
- بلژیک

€ ۱٬۵۰۱٫۸۲ (۱٬۹۲۵ دلار) در هر ماه، € ۹٫۱۲ (۱۱٫۶۹ دلار) در هر ساعت کارگران ۲۱ سال سن و بیش از حد. € ۱٬۵۴۱٫۶۷ (۱٬۹۷۷ دلار) در هر ماه برای کارگران ۲۱ و نیم سال سن، با شش ماه خدمت. € ۱٬۵۵۹٫۳۸ (۱٬۹۹۹ دلار) در هر ماه برای کارگران از سن ۲۲ سال، با ۱۲ ماه خدمات، همراه با مزایای گسترده اجتماعی[۱۵] [۱۶]
۲۳٬۱۰۰ ۲۰٬۷۱۵[۱۷]
۱۱٫۶۹ ۱۰٫۴۸ ۵۳ دسامبر ۱، ۲۰۱۲
- بلغارستان

۳۱۰ بلغاری لو (۲۰۴ دلار یا ۱۵۸٫۵۰ یورو) در هر ماه، ۱٫۷۹ سطح ($ ۱٫۱۸) در هر ساعت [۱۶] [۲۴]
۲٬۴۴۷ ۵٬۴۷۱ ۱٫۱۸ ۲٫۶۳ ۳۷ ژانویه ۱، ۲۰۱۳
- بلیز

BZ $ ۳٫۳۰ ($ ۱٫۶۵) در هر ساعت [۷] [۱۸]
۳٬۴۳۲ ۵٬۹۴۶[۱۱]
۱٫۶۵ ۲٫۸۶ ۸۹ ۲۰۱۲
- بنگلادش

۱،500 TAKA (۱۹ دلار) در هر ماه برای تمام بخش‌های اقتصادی دستمزد صنعت خاص پوشش داده نمی‌شوند، در صنعت پوشاک، حداقل دستمزد است ۳،000 TAKA ($ ۳۷) در هر ماه. در سراسر کشور حداقل دستمزد حداقل دستمزد شورای ملی در صنعت انجمن سه جانبه توسط صنعت قرار است هر پنج سال. [۷]
۲۲۰ ۶۰۴ .۱۱ .۲۹ ۳۴ ۲۰۱۲
- بنین

۳۱٬۶۲۵ فرانک CFA در هر ماه، مجموعه دولت مقیاس حداقل دستمزد برای تعدادی از مشاغل [۱۲] [۱۹]
۷۴۳ ۱٬۶۲۲ .۳۶ .۷۸ ۱۰۰ مارس ۱، ۲۰۰۹
- بوتان

۳٬۰۰۰ بوتانی ngultrum ($ ۶۷) در ماه [۷]
۶۷۴ ۱٬۹۲۲ .۳۲ .۹۲ ۳۳ ۲۰۱۲
- بوتسوانا

۳٫۸ بوتسوانا پولا ($ ۰٫۵۸) و یک ساعت تمام وقت کار در بخش خصوصی [۲۱]
۱٬۳۸۷ ۲٬۹۶۳[۲۲]
.۵۸ ۱٫۱۹ ۲۰ ۲۰۰۹
- بورکینا فاسو

۳۰٬۶۸۴ فرانک CFA ($ ۶۱) در ماه [۷]
۷۲۱ ۱٬۶۹۰ .۳۵ ۰٫۸۱ ۱۳۰ ۲۰۱۲
- بوسنی و هرزگوین

۳۲۰ علامت ($ ۲۱۶) تبدیل در هر ماه در جمهوری Srpska در۳۵۷ ($ ۲۴۱) علائم و نشانه‌های تبدیل در هر ماه در فدراسیون بوسنی و هرزگوین [۷]
۲٬۵۲۶ ۵٬۱۲۰ ۱٫۲۱ ۲٫۴۶ ۵۶ ۲۰۱۲
- بولیوی

1000 bolivianos بولیوی ($ ۱۴۴) و در ماه [۷] [۲۰]
۱٬۷۳۷ ۳٬۰۲۸ ۰٫۸۳ ۱٫۴۶ ۵۹ ۲۰۱۲
```
 پاپوآ گینه نو
```

۱۰۰٫۸۰ پاپوآ گینه کینا ($ ۴۰) در هر هفته [۷]
۲٬۵۲۰ ۳٬۲۱۶ ۱٫۲۱ ۱۲۰ ۲۰۱۲
```
 پاراگوئه
```

۱٬۶۵۸،232 guaraníes در پاراگوئه ($ ۳۷۵) در هر ماه؛ این قانون تبعیض علیه کارگران داخلی، که از نظر قانونی تنها ۴۰ درصد از حداقل دستمزد حق. حکم قانون که مسکن و مواد غذایی نسبت به حقوق و دستمزد کارگر داخلی شمرده شده‌است. [۷] [۱۲] [۷۵]
۴٬۴۹۷ ۷٬۲۱۰ ۲٫۱۶ ۱۳۱ ۲۰۱۲
- پاکستان

۸٬۰۰۰ روپیه پاکستان ($ ۸۲) در ماه [۷] [۱۹]
۱٬۰۲۸ ۲٬۲۶۰ ۰٫۴۹ ۸۲ ۲۰۱۲
- پالائو

ایالات متحده $ ۲٫۵۰ در هر ساعت؛ کارگران خارجی را شامل نمی‌شود [۷]
۵٬۲۰۰ ۸۹۶۶[۱۱] [۷۳]
۲٫۵۰ ۶۵ ۲۰۱۲
- پاناما

1.2222-2.3636 balboas ($ ۱٫۲۲۲۲ به ۲٫۳۶۳۶ $) به ازای هر ساعت، بسته به منطقه و بخش. محصولات غذایی و استفاده از امکانات مسکن بخشی از حقوق و دستمزد برای برخی از کارگران، از جمله کارگران خانگی و کشاورزی در نظر گرفته شد. حقوق و دستمزد برای کارگران خانگی در محدوده از ۱۷۵ تا 200 balboas ($ ۱۷۵ تا $ ۲۰۰) در هر ماه. بخش‌های کشاورزی و ساخت و ساز دریافت پایین‌ترین و بالاترین حداقل دستمزد بود.[۷] [۷۴]
۲٬۵۴۲ ۱۱٬۷۰۰ ۱٫۲۲ ۷۵ ۲۰۱۲
- پرتغال

€ ۵۶۵٫۸۳ ($ ۷۲۵) در هر ماه در ۱۲ پرداخت، € ۴۸۵ ($ ۶۲۱) در هر ماه در ۱۴ پرداخت برای کارگران تمام وقت، کارگران روستایی و کارکنان داخلی سنین ۱۸ سال و بالاتر [۱۶]
۸۷۰۵ ۱۰٬۷۷۸[۷۸]
۴٫۱۹ ۴۲ ژانویه ۱، ۲۰۱۳
- پرو

750 nuevos کف پرو ($ ۲۹۴) و در ماه [۷] [۱۲]
۳٬۴۰۹ ۵٬۵۵۵ ۱٫۶۴ ۵۴ ژوئن ۱، ۲۰۱۲
```
 تاجیکستان
```

۸۰ تاجیکستان سامانی (۱۷ دلار) در هر ماه، به علاوه برخی از یارانه‌های دولتی برای کارگران و خانواده‌هایشان [۲۷]
۲۰۳ ۵۱۹ .۱۰ ۲۲ ۲۰۱۱
- تانزانیا

۷۰٬۰۰۰ شیلینگ تانزانیا (۴۴ دلار) در ماه [۷]
۵۳۱ .۲۶ ۲۰۱۲
- تایلند

محدوده از ۳۰۰ بات تایلند N / بات به ازای هر روز، با توجه به هزینه‌های زندگی در استان‌های مختلف، تعیین شده توسط کمیته‌های استانی دستمزد سه جانبه که گاهی اوقات شامل نمایندگان کارفرما تنها[۸۹] [۹۰] [۹۱]
۲٬۵۱۰ ۴٬۴۴۷ ۱٫۲۱ ۵۱ ژانویه ۱، ۲۰۱۳
- تایوان

NT $ ۱۹٬۰۴۷ ($ ۶۳۸) در هر ماه؛ NT $ ۱۰۹ ($ ۳٫۶۶) در ساعت [۸۷] [۸۸]
۷٬۵۸۸ ۱۴٬۴۶۰ ۳٫۶۶ ۳۷ آوریل ۱، ۲۰۱۳
- ترکمنستان

۵۰۰ منات ترکمنستان ($ ۱۷۵) در ماه [۷]
۲٬۱۰۰ ۱٫۰۱ ۲۰۱۲
- ترینیداد و توباگو

TT $ ۱۲٫۵۰ (۱٫۹۴ دلار) در هر ساعت [۹۲]
۴٬۰۴۴ ۴۳۹۴[۱۱]
۱٫۹۴ ۱۸ ۲۰۱۲
- توگو

۳۵٬۰۰۰ ($ ۷۰) فرانک CFA در هر ماه [۷] [۱۲]
۸۲۳ ۱٬۵۸۸ .۴۰ ۱۵۱ ژانویه ۱، ۲۰۱۲
- تونس

برای بخش صنعتی: ۲۸۶ دینار تونس (۱۹۰ دلار) در هر ماه برای ایام کار در هفته ۴۸ ساعت و ۲۴۶ دینار (۱۶۴ دلار) در هر ماه ایام کار در هفته ۴۰ ساعت. ۸ دینار (۵٫۵۰ دلار) به ۹ دینار (۶ دلار) در هر روز برای کارگران کشاورزی تکمیل با کمک هزینه‌های حمل و نقل و خانواده [۲۷]
۱٬۳۳۳ ۲٬۵۶۰ .۶۴ ۲۷ ۲۰۱۱
- تونگا

هیچ [۷]
۲۰۱۲
- تووالو

هیچ؛ $ ۱۳۰ هفته‌ای دو بار در بخش عمومی [۲۸]
۲۰۰۸
- تیمور شرقی

ایالات متحده $ ۱۱۵ در ماه [۷]
۱٬۳۸۰ .۶۶ ۲۰۱۲
- جامائیکا

J $ ۵٬۰۰۰ ($ ۵۶) در هر هفته [۷]
۲٬۹۳۰ ۴۲۱۹ ۱٫۴۱ ۴۸ ۲۰۱۲
- جزایر سلیمان

SI $ ۴٫۰۰ ($ ۰٫۵۵) در هر ساعت برای همه کارگران به جز کسانی که در بخش‌های کشاورزی و ماهیگیری، که SI $ ۳٫۵۰ ($ ۰٫۴۸) در هر ساعت [۷]
۱٬۱۳۰ ۲٬۰۶۳[۱۱]
.۵۴ ۷۱ ۲۰۱۲
- جزایر مارشال

ایالات متحده $ ۲٫۰۰ در هر ساعت برای کارمندان بخش دولتی و خصوصی [۷]
۴٬۱۶۰ ۲٫۰۰ ۲۰۱۲
- جزیره مالت

۷۰۲٫۸۲ € (از شماره ۹۰۱ دلار) در هر ماه، € ۱۶۲٫۱۹ (۲۰۸ دلار) در هر هفته. همراه با جایزه اجباری سالانه € ۲۷۰٫۲۰ ($ ۳۴۶) و € ۲۴۲٫۲۶ (۳۱۱ دلار) هزینه سالانه زندگی افزایش، به‌طور خودکار برای تورم تنظیم [۲۷] [۶۳] [۶۴]
۱۰٬۸۱۳ ۱۵٬۰۶۰ ۵٫۲۰ ۵۵ ژانویه ۱، ۲۰۱۳
- جمهوری آفریقای مرکزی

تنظیم در بخش عمومی به فرمان و متفاوت است و بر اساس نوع کار توسط بخش. برای مثال، در حدود ۸٬۵۰۰ فرانک CFA (17 دلار) در ماه برای کارگران کشاورزی. است. حدود ۲۶٬۰۰۰ فرانک CFA (51 دلار) در ماه برای کارگران دولت [۲۷]
۲۱۶ ۳۵۸ .۱۰ .۱۷ ۴۴ ۲۰۱۱
- جمهوری چک

۸٬۰۰۰ چک korun ($ ۴۰۹) در هر ماه، 48.10 korun ($ ۲٫۴۶) در هر ساعت [۳۵]
۴۹۰۳ ۶۹۰۶ ۲٫۴۶ ۲۶ ژانویه ۱، ۲۰۱۳
```
 جمهوری دموکراتیک کنگو
```

۱٬۶۸۰ فرانک کنگو ($ ۱٫۸۳) در روز [۷]
۴۷۴ ۷۶۷ .۲۳ .۳۷ ۲۰۶ ۲۰۱۲
- جمهوری دومینیکن

۶۳۷۶ پزو دومینیکن (۱۶۷ دلار) در هر ماه در FTZs و بین ۶۰۳۵ پزو (۱۵۸ دلار) و در خارج از FTZs 9،۴۰۰ پزو (۲۴۷ دلار)، بسته به اندازه شرکت. ۵٬۱۱۷ پزو (۱۳۴ دلار) در هر ماه برای بخش دولتی. ۱۷۵ پزو ($ ۴٫۶۰) در روز برای کارگران کشاورز را که توسط مقررات حداقل دستمزد پوشش داده شده، بر اساس یک روز ۱۰ ساعته، ۱۱۰ پزو ($ ۲٫۸۸) در هر روز برای کارگران نیشکر در صنعت قند [۲۷]
۷۲۷ ۱٬۳۳۰ .۳۵ ۱۴ ۲۰۱۱
- جمهوری کنگو

۵۴٬۰۰۰ فرانک CFA ($ ۱۰۹) در هر ماه در بخش رسمی [۷]
۱٬۲۶۹ ۱٬۷۱۸ .۶۱ ۰٫۸۳ ۳۹ ۲۰۱۲
- جمهوری مقدونیه

۸،050 denars مقدونی ($ ۱۷۱) در ماه [۷]
۲٬۰۱۷ ۵٬۲۷۱ .۹۷ ۴۷ ۲۰۱۲
- جیبوتی

هیچ؛ لغو قانون کار در سال ۲۰۰۶ برای دسته‌بندی شغلی، ایجاد که دستمزدها پس از توافق مشترک بین کارفرمایان و کارمندان [۲۷]
۲۰۱۲
خرده کاغذ
۶۰٬۰۰۰ فرانک CFA (120 $) در ماه [۷]
۱٬۴۱۰ ۱٬۳۱۶ ۰٫۶۸ .۶۳ ۸۷ ۲۰۱۲
خوراک لوبیای پرادویه
۱۹۳٬۰۰۰ پزو شیلی در ماه برای کارگران ۱۸–۶۵ ساله ۱۴۴٬۰۷۹ پزو برای کارگران جوان تر از ۱۸ سال و بالاتر از ۶۵ سال و ۱۲۴٬۴۹۷ پزو برای مقاصد غیر پاداشی [۲۹]
۴٬۷۶۱ ۶۱۱۶ ۲٫۲۹ ۲٫۹۴ ۳۵ ژوئیه ۱، ۲۰۱۲
- دانمارک

هیچ؛ به جای آن، مذاکره بین اتحادیه‌ها و انجمنهای کارفرما، متوسط حداقل دستمزد را برای تمام قراردادهای دسته جمعی بخش‌های خصوصی و دولتی ۱۰۹ کرون (۱۹ دلار) در هر ساعت[۷] [۲۱]
۲۰۱۲
- دومینیکا

EC 4.00 دلار ($ ۱٫۵۰) در هر ساعت [۷]
۳٬۰۸۱ ۷۱۷۲[۱۱]
۱٫۵۰ ۵۴ ۲۰۱۲
- رواندا

هیچ؛ محدوده از ۵۰۰ تا ۱٬۰۰۰ فرانک رواندا ($ ۰٫۸۳ تا $ ۱٫۶۶) در هر روز در صنعت چای و ۱۵۰۰ تا ۵۰۰۰ فرانک ($ ۲٫۵۰ تا $ ۸٫۳۰) در هر روز در صنعت ساخت و ساز [۷]
۲۰۱۲
- روسیه

در حدود ۱۱۰۰ دلار ۱۳۲۰۰ ۱۵۰۰۰ ۴۰ [۷]
۰٫۹۷ ۱٫۷۶ ۱۶٫۷٪ ژانویه ۲۰۱۳
- رومانی

800 RON رومانیایی لی (€ ۱۷۹) در هر ماه برای یک برنامه تمام وقت از ۱۶۸٫۶۶۷ ساعت در ماه [۷۹] ۸۰
۲٬۵۹۴ ۵٬۳۲۵ ۱٫۲۸ ۳۵ ژوئیه ۱، ۲۰۱۳
- زامبیا

۴۱۹ کواچا زامبیا ($ ۸۲) در ماه [۲۷]
۱٬۰۳۴ ۱٬۱۷۶ .۵۰ ۶۰ ۲۰۱۱
```
 زیمبابوه
```

هیچ، در سراسر کشور، به جز برای کارگران کشاورزی داخلی و مقررات دولت برای هر یک از ۲۲ بخش صنعتی تعیین حداقل دستمزدها [۲۸]
۲۰۰۸
- ژاپن

محدوده از ۶۵۲ ین ژاپن ($ ۸٫۱۷) تا ۸۵۰ ین ($ ۱۰٫۶۵) در هر ساعت، مجموعه‌ای بر اساس استانی و صنعت [۵۱]
۱۶٬۹۹۲ ۱۲٬۷۰۲ ۸٫۱۷ ۳۷ اکتبر ۱۴، ۲۰۱۲
- سائوتومه و پرینسیپ

هیچ؛ ۷۵۰٬۰۰۰ سائوتومه و پرینسیپ dobras ($ ۴۰) در هر ماه برای کارمندان دولت [۲۷]
۲۰۱۱
- ساحل عاج

شغل، متفاوت است با کمترین مجموعه را به ۳۶٬۰۰۰ نفر CFA فرانک ($ ۷۲) در هر ماه برای بخش صنعت، نرخ حداقل دستمزد کمی بالاتر برای کارگران ساختمانی اعمال می‌شود [۷]
۸۴۶ ۱٬۳۹۵ .۴۱ .۶۷ ۷۸ ۲۰۱۲
- ساموآ

WST $ ۲٫۰۰ ($ ۰٫۸۹) در هر ساعت برای بخش خصوصی؛ WST 2.65 $ ($ ۱٫۱۸) برای بخش دولتی [۷]
۱٬۸۱۷ ۲٬۲۶۱[۱۱]
.۸۷ ۵۱ ۲۰۱۲
```
 سان مارینو
```

€ ۸٫۸۰ (۱۱٫۲۸ دلار) به ازای هر ساعت [۲۷]
۲۲٬۰۰۰ ۲۱٬۴۵۰[۸۲] [۸۳]
۱۱٫۲۸ ۳۷ [۸۳]
۲۰۱۱
- سریلانکا

۶٬۵۰۰ روپیه در ماه [۱۲]
۶۱۱ ۱٬۳۸۹ .۲۹ ۲۵ ژانویه ۱، ۲۰۱۳
- سنت کیتس و نویس

EC 8.00 دلار ($ ۳٫۰۰) در هر ساعت [۷]
۶٬۱۶۳ ۸٬۰۷۸[۱۱]
۳٫۰۰ ۴۷ ۲۰۱۲
- سنت لوسیا

حداقل دستمزد برای برخی از بخش‌های EC $ ۳۰۰ ($ ۱۱۱) در هر ماه برای کارمندان اداری، EC 200 ($ ۷۴) دلار برای فروشگاه دستیاران؛ EC $ ۱۶۰ (۵۹ دلار) برای رسولان [۷]
۲۰۱۲
- سنت وینسنت و گرنادین

EC $ ۵۶ ($ ۲۰٫۷۴) در هر روز برای کارگران کشاورزی (سرپناه ارائه نشده‌است)؛ EC $ ۴۰ ($ ۱۴٫۸۱) در هر روز برای کارگران صنعتی [۷]
۳۸۵۲ ۶۵۴۱[۱۱]
۱٫۸۵ ۶۱ ۲۰۱۲
- سنگاپور

هیچ [۷]
۲۰۱۲
- سنگال

۲۰۹٫۱۰ فرانک CFA ($ ۰٫۴۲) در هر ساعت برای کارگران عمومی و ۱۸۳ فرانک CFA ($ ۰٫۳۷) در هر ساعت برای کارگران بخش کشاورزی [۷] [۱۲]
۷۴۶ ۱٬۶۲۰[۱۱]
.۳۶ ۸۲ ۲۰۱۲
- سوئد

هیچ؛ تعیین شده توسط قراردادهای سالانه چانه زنی جمعی [۷]
۲۰۱۲
- سوازیلند

531.6 Swazi emalangeni (۷۶٫۵۰ دلار) در هر ماه برای یک کارگر خانگی در 420 emalangeni ($ ۶۰٫۵۰) یک ماه برای کارگر غیر ماهر، 600 emalangeni ($ ۸۶٫۵۰) یک ماه برای یک کارگر ماهر [۲۷]
۶۹۴ ۱٬۱۲۸ .۳۳ ۱۹ ۲۰۱۱
- سودان

۴۲۵ پوند سودان در ماه [۲۸]
۱٬۹۱۰ ۳٬۰۹۰ .۹۲ ۱۳۳ ۲۰۰۸
- سورینام

هیچ؛ SRD 600 (180 دلار) در هر ماه پایین‌ترین دستمزد برای کارمندان دولت است [۷]
۲۰۱۲
- سوریه

۹٬۷۶۵ تا ۱۴٬۷۶۰ پوند سوریه ($ ۱۷۶ - $ ۲۶۶) در هر ماه، به علاوه منافع، از جمله برای جبران وعده‌های غذایی، لباس، و حمل و نقل [۲۷]
۲٬۱۱۲ ۲٬۸۵۰ ۱٫۰۲ ۵۴ ۲۰۱۱
- سومالی

هیچ [۷]
۲۰۱۲
- سوئیس

هیچ، با این حال، اکثر قراردادهای دسته جمعی داوطلبانه حاوی بند در حداقل جبران خسارت، اعم از ۲٬۲۰۰ تا ۴٬۲۰۰، فرانک در هر ماه برای کارگران غیرماهر و از ۲٬۸۰۰ تا ۵٬۳۰۰، فرانک در هر ماه برای کارکنان ماهر [۲۸]
۲۰۰۸
- سیرالئون

۲۵٬۰۰۰ سیرا LEONES Leonean (5.75 دلار) در هر ماه[۷]
۶۹ ۱۶۵ .۰۳ ۱۹ ۲۰۱۲
- سیشل

هیچ؛ SR 22.80 (1.75 دلار) در هر ساعت در بخش دولتی [۷]
۲۰۱۲
- صربستان

۲۱٬۰۰۰ دینار ($ ۲۴۴) در ماه [۷]
۲٬۸۶۵ ۵۴۶۹ ۱٫۳۸ ۴۶ ۲۰۱۲
- عراق

کمتر از ۱۲٬۰۰۰ دینار عراق (۱۰ دلار) در هر روز برای یک کارگر ماهر و کمتر از ۵٬۲۵۰ دینار ($ ۴٫۵۰) در هر روز برای یک کارگر غیر ماهر [۲۷]
۲۰۱۱
- عربستان سعودی

۳٬۰۰۰ ریال سعودی (۸۰۰ دلار) در هر ماه به کارگران خارجی صدق نمی‌کند [۷]
۹٬۶۰۰ ۴٫۶۲ ۲۰۱۲
- عمان

۲۲۵ ریال عمان ($ ۵۹۲) در هر ماه به همراه کمک هزینه ۱۰۰ ریال ($ ۲۶۳) در هر ماه برای شهروندان؛ به کارگران خارجی صدق نمی‌کند [۷] [۷۲]
۱۰٬۲۶۲ ۷۰۵۹ ۴٫۹۳ ۲۵ ژوئیه ۱، ۲۰۱۳
```
 غنا
```

5.24 cedis غنا ($ ۲٫۹۱) در روز [۷] [۳۹]
۷۵۷ ۹۱۷ .۳۶ ۴۹ مه ۱، ۲۰۱۳
- فرانسه

€ ۹٫۴۳ در هر ساعت. ۱٬۴۳۰٫۲۲ € در هر ماه [۱۶] [۳۷]
۲۲٬۰۰۳ ۱۹٬۰۷۰ ۳۵ [۷]
۱۲٫۰۹ ۱۰٫۴۸ ۵۴٫۱٪ ۱ ژانویه ۲۰۱۳
- فنلاند

هیچ؛ با این حال، این قانون نیاز به همه کارفرمایان، از جمله اتحادیه آن‌هایی که، به پرداخت حداقل دستمزد در قراردادهای دسته جمعی به توافق رسیدند؛ تقریباً تمام کارگران در چنین ترتیبات پوشش داده [۷]
۲۰۱۲
- فیجی

هیچ؛ تعیین شده توسط شوراهای دستمزدها برای بخش‌های خاص[۷]
۲۰۱۲
```
 فیلیپین
```

۲۰۵ پزو ($ ۴٫۸۵) در هر روز در بخش کشاورزی nonplantation را در منطقه Ilocos به ۴۵۶ ($ ۱۰٫۸۰) پزو در روز در بخش غیر کشاورزی در منطقه سرمایه ملی است. [۷۶]
۱٬۲۶۲ ۲٬۴۹۲ .۶۱ ۴۸ ژوئیه ۲۵، ۲۰۱۲
- قبرس

هیچ؛ ۸۷۰ € هر ماه شاپ برای دستیاران، پرستاران، اشتغال 'دستیاران، کارمندان، آرایشگری، و دستیاران مهد کودک آن را به ۹۲۴ یورو پس از شش ماه افزایش می‌یابد [۷]
۲۰۱۲
- قرقیزستان

۶۰۰ قرقیزستان سام (۱۳ دلار) در هر ماه، اسمی، مورد استفاده برای اهداف اداری [۷]
۱۵۳ ۳۴۸ .۰۷ ۱۵ ۲۰۱۲
- قزاقستان

۱۷٬۴۳۹ قزاقستان تنگه ($ ۱۱۶) در ماه [۷]
۱٬۴۰۳ ۱٬۵۱۰ .۶۷ ۱۲ ۲۰۱۲
- قطر

هیچ؛ قانون کار فراهم می‌کند امیر با قدرت به تعیین حداقل دستمزد، اما او اینکار را نکرد [۷]
۲۰۱۲
- کاستاریکا

اعم از ۱۳۹،000 colones کوستا تواق ($ ۲۷۸) در هر ماه برای کارکنان غیر ماهر به ۵۱۴،000 colones برای فارغ التحصیلان دانشگاه‌ها، تنظیم دو سال توسط شورای ملی دستمزد [۷]
۳٬۳۱۷ ۸۰۱۴ ۱٫۵۹ ۳٫۸۵ ۶۷ ۲۰۱۲
- کامبوج

هیچ؛ ایالات متحده ۷۵ دلار در هر ماه، به علاوه ۵ دلار کمک هزینه مراقبت‌های بهداشتی، برای سکتور پوشاک [۷] [۱۲] [۲۵]
مه ۱، ۲۰۱۳
- کامرون

۲۸٬۲۴۶ فرانک CFA ($ ۵۶) در ماه [۷]
۶۶۴ ۱٬۳۴۵ .۳۲ .۶۵ ۵۷ ۲۰۱۲
- کره جنوبی

۴٬۸۶۰ کره جنوبی برنده در هر ساعت؛ بررسی سالانه [۵۴] [۵۵]
۸٬۹۷۴ ۱۲٬۱۳۵[۱۱]
۴٫۳۱ ۴۱ ژانویه ۱، ۲۰۱۳
- کره شمالی

به‌طور متوسط ۵٬۰۰۰–۱۰٬۰۰۰ کره شمالی برنده در هر روز. تقریباً ۲۰۰۰ کره شمالی برنده ۱ دلار آمریکا است [۲۸]
۲۰۰۸
- کرواسی

۲٬۸۱۴ کرواتی kuna ($ ۴۸۱) در ماه [۳۳]
۵۷۷۲ ۸۶۸۱ ۲٫۷۸ ۴٫۱۷ ۴۵ ژوئن ۱، ۲۰۱۲
- اسپانیا

۷۵۲٫۸۵ € در هر ماه در ۱۲ پرداخت، ۶۴۵٫۳۰ € در هر ماه در ۱۴ پرداخت [۱۶] [۸۶]
۱۱٬۵۸۲ ۱۲٬۵۴۸ ۵٫۵۷ ۳۹ ژانویه ۱، ۲۰۱۳
- چین

تنظیم به صورت محلی، در محدوده از 870 RMB (۱۳۸ دلار) در هر ماه در استان جیانگشی تا ۱،500 RMB ($ ۲۳۸) در هر ماه در شنژن، استان گوانگدونگ (نگاه کنید به فهرست حداقل دستمزد در جمهوری خلق چین) [۳۰] [۳۱]
۱٬۶۵۴ ۲٬۱۴۸ .۸۰ ۱٫۰۳ ۲۶ ۲۰۱۳
- کانادا

تعیین شده توسط هر استان و قلمرو، محدوده از C $ ۹٫۷۵ به ۱۱٫۰۰ دلار در هر ساعت (نگاه کنید به فهرست حداقل دستمزدها در کانادا) [۱۲] [۲۶]
۲۰٬۲۸۰ ۱۶٬۶۵۴ ۹٫۷۵ ۸٫۰۱ ۴۱ ۲۰۱۳
- لیبریا

۱۵ دلار لیبریا ($ ۰٫۳۱) در هر ساعت بیش از ۸ ساعت در روز، به استثنای منافع، برای کارگران غیر ماهر. ۵،600 LD ($ ۱۱۴) در هر ماه برای کارمندان دولت [۷]
۴۲۴ ۶۷۵ .۳۱ ۱۱۵ ۲۰۱۲
```
 کشور مصر
```

هیچ؛ برای بخش دولتی حداقل دستمزد LE 700 ($ ۱۱۰) در هر ماه است [۷]
۲۰۱۲
- کلمبیا

۵۸۹٬۵۰۰ پزو کلمبیایی در هر ماه به علاوه ۷۰٬۵۰۰ پزو در ماه برای کمک هزینه حمل و نقل برای کل از ۶۶۰٬۰۰۰ پزو هر ماه[۱۲] [۳۲]
۴۴۰۸ ۵۴۰۹ ۲٫۶۰ ۲٫۱۲ ۵۴ ژانویه ۱، ۲۰۱۳
- کنیا

سطح محل، سن و مهارت تنظیم شده توسط دولت. کمترین حداقل دستمزد شهری ۱۱٬۹۹۵ بود شیلینگ (۱۳۹ دلار) در هر ماه است، و کمترین حداقل دستمزد کشاورزی برای کارکنان غیر ماهر بود ۴٬۸۵۴ شیلینگ (۵۷ دلار) در هر ماه، به استثنای کمک هزینه مسکن[۷] [۵۲] [۵۳]
۶۸۹ ۱٬۰۷۶ .۳۳ ۶۳ مه ۱، ۲۰۱۳
- کوبا

۲۲۵ پزو کوبا (۹ دلار) در هر ماه توسط دولت با آموزش رایگان، مراقبت‌های پزشکی یارانه (پرداخت روزانه ۴۰ درصد، پس از روز سوم بستری در بیمارستان کاهش می‌یابد)، مسکن، و برخی از مواد غذایی یارانه تکمیل [۷]
۱۰۸ ۲۲۹ [۳۴]
.۰۵ .۱۱ ۲ [۳۴]
۲۰۱۱
- کوزوو

€ ۱۷۰ ($ ۲۲۴) در ماه [۷]
۲٬۶۱۵ ۲٬۰۱۹[۵۶]
۱٫۲۶ ۸۸ [۵۶]
۲۰۱۲
- کومور

۵۵٬۰۰۰ فرانک Comorian از (۱۵۰ دلار) در هر ماه [۷]
۱٬۷۲۴ ۱٬۴۲۸ ۰٫۸۳ .۶۹ ۱۲۹ ۲۰۱۲
- کویت

۶۰ دینار کویتی ($ ۲۱۶) در ماه [۷]
۲٬۵۷۱ ۲٬۲۵۰ ۱٫۲۴ ۴ ۲۰۱۲
- کیپ ورد

هیچ؛ در بخش ۱۲٬۰۰۰ عمومی کیپ وردان escudos در هر ماه برای ورود به سطح یک کارگر [۲۷] [۲۸]
۲۰۱۱
- کیریباتی

هیچ؛ تخمین زده می‌شود توسط مقامات دولتی بین A $ ۱٫۶۰ ($ ۱٫۶۶) (۱٫۷۷ دلار) در ساعت ۱٫۷۰ دلار [۷]
۲۰۱۲
- گابن

۱۵۰٬۰۰۰ فرانک CFA (302 دلار) در هر ماه است. کارکنان دولت دریافت کمک هزینه ماهانه اضافی از حدود ۲۰٬۰۰۰ فرانک CFA (40 $) برای هر کودک. کارکنان دولت نیز مزایای حمل و نقل، مسکن، و خانواده دریافت. قانون می‌کند مزایای مسکن یا خانواده برای بخش خصوصی اجباری نمی‌کارگران [۷]
۳٬۵۲۶ ۵٬۴۴۱ ۱٫۷۰ ۳۴ ۲۰۱۲
- گامبیا

50 dalasi ($ ۱٫۴۷) در هر روز برای کار غیر ماهر [۷]
۴۰۵ ۱٬۵۷۸ .۱۹ ۸۷ ۲۰۱۲
- گرنادا

شغل، برای مثال، حداقل دستمزد برای کارگران خانگی، برای مثال،EC $ ۸۰۰ ($ ۲۹۶٫۳۰) ماهانه، در حالی که برای یک محافظ امنیتی EC بود $ ۶٫۰۰ (۲٫۲۲ دلار) در هر ساعت [۷]
۲۰۱۲
- گرجستان

۹۰ لاری گرجستان ($ ۵۴) در هر ماه برای کارگران بخش خصوصی؛ ۱۱۵ لاری ($ ۶۸) در هر ماه برای کارمندان دولتی[۷]
۶۵۱ ۱٬۳۹۴ .۳۱ ۲۶ ۲۰۱۲
- گواتمالا

63.70 quetzales گواتمالا ($ ۸٫۱۶) در هر روز برای کار کشاورزی و غیر کشاورزی و 59.45 quetzales ($ ۷٫۶۱) در هر روز برای کار در کارخانه‌های پوشاک [۲۷]
۲۷۷۹ ۳٬۰۷۹ ۱٫۳۴ ۶۲ ۲۰۱۱
- گویان

G $ ۳۷٬۶۵۷ ($ ۱۸۶) در ماه [۷]
۲٬۲۱۱ ۲٬۴۲۶ ۱٫۰۶ ۷۱ ۲۰۱۲
- گینه

کد کار اجازه می‌دهد تا دولت برای تعیین حداقل دستمزد ساعتی؛ با این حال، دولت این ماده اعمال و نه آن را ترویج دستمزد استاندارد[۷]
۲۰۱۲
- گینه استوایی

۱۲۹،035 CFA فرانک ($ ۲۶۰) [۷]
۳٬۰۳۴ ۳٬۱۹۶ ۱٫۴۶ ۹ ۲۰۱۲
- گینه بیسائو

۱۹٬۰۳۰ فرانک CFA ($ ۳۸) در هر ماه به علاوه یک کیسه برنج[۷]
۴۴۷ ۹۵۶ .۲۲ ۷۷ ۲۰۱۲
- لائوس

۶۲۶٬۰۰۰ لائوس پوست گوساله و بره ($ ۷۹) در هر ماه، علاوه بر این، کارفرمایان به پرداخت ۸٬۵۰۰ پوست گوساله و بره (۱) کمک هزینه غذا در روز مورد نیاز شد. حداقل دستمزد برای کارمندان دولت و کارکنان شرکت‌های دولتی آخرین به ۵۰۰٬۰۰۰ پوست گوساله و بره ($ ۶۳) افزایش یافته بود در ماه [۷] [۵۷]
۹۴۸ ۱٬۹۷۱ .۴۶ ۷۱ ۲۰۱۲
- لبنان

۶۷۵٬۰۰۰ پوند ($ ۴۵۰) در ماه [۷]
۵۳۷۵ ۶۱۷۷ ۲٫۵۸ ۴۲ ۲۰۱۲
- لتونی

۲۰۰ لاتس لتونی ($ ۳۶۴) در هر ماه، ۱٫۲۰۳ لاتس ($ ۲٫۱۹) در هر ساعت. منبع [۵۸]
۴٬۳۶۴ ۶۶۶۷ ۲٫۱۰ ۳۸ ژانویه ۱، ۲۰۱۳
```
 لسوتو
```

۱،029 maloti ($ ۱۱۹) در هر ماه به ۱،122 maloti ($ ۱۳۰) در هر ماه؛ متنوع توسط بخش [۷]
۱٬۵۰۴ ۲٬۲۳۲ ۰٫۷۲ ۱۳۱ ۲۰۱۲
```
 لهستان
```

۱،600 PLN (€ ۳۸۴) در ماه [۷۷]
۵٬۸۹۰ ۱۰٬۲۱۳ ۲٫۸۳ ۴۸ ژانویه ۱، ۲۰۱۳
- لوکزامبورگ

€ ۱٬۸۷۴٫۱۹ در هر ماه و € ۱۰٬۸۳۳۵ برای کارگران غیر ماهر بیش از ۱۸، ۲۰ درصد برای یک کارمند ماهر افزایش یافته‌است، ۲۰٪ تا ۲۵٪ در مورد کارگر نوجوان کاهش یافته‌است[۱۶] [۶۰] [۶۱]
۲۸٬۸۳۴ ۲۲٬۴۹۰ ۴۰ [۷]
۱۳٫۸۶ ۱۰٫۸۱ ۲۵٫۳٪ ۱ ژانویه ۲۰۱۳
- لیبی

۲۵۰ دینار لیبی (۲۰۰ دلار) در هر ماه، دولت به شدت یارانه اجاره و آب و برق [۷]
۲٬۴۵۹ ۴٬۰۵۴ ۱٫۱۸ ۲۴ ۲۰۱۲
- لیتوانی

۱۰۰۰ لیتوانیایی لتس ($ ۳۷۱) در هر ماه، ۶٫۰۶ لتس ($ ۲٫۲۵) در هر ساعت [۵۹]
۴٬۴۶۱ ۷۳۶۲ ۲٫۲۵ ۳۶ ژانویه ۱، ۲۰۱۳
- لیختن اشتاین

هیچ [۷]
۲۰۱۲
- ماداگاسکار

۱۰۰٬۰۰۰ ماداگاسکار ariary (44 دلار) در هر ماه برای کارگران غیر کشاورزی ۱۰۱،000 ariary ($ ۴۵) در هر ماه برای کارگران کشاورزی [۷]
۵۴۷ ۱٬۱۱۰ .۲۶ ۱۱۵ ۲۰۱۲
- مالاوی

MK 317 ($ ۱٫۰۲) در روز [۷]
۳۳۱ ۷۲۴ .۱۶ ۸۱ ۲۰۱۲
- مالدیو

هیچ؛ ۳،100 Maldivian rufiyaa ($ ۲۴۲) در هر ماه در بخش دولتی [۲۷]
۲۰۱۱
- مالزی

RM900 ($ ۲۹۴) در هر ماه در شبه جزیره و RM800 ($ ۲۶۱) در هر ماه برای ایالت‌های صباح، ساراواک، و LABUAN[7] [62]
۳٬۱۰۷ ۱٫۴۹ ژانویه ۱، ۲۰۱۳
- مالی

۲۸٬۴۶۵ فرانک CFA ($ ۵۷)، تکمیل شده توسط یک بسته مورد نیاز از منافع، از جمله امنیت اجتماعی و مراقبت‌های بهداشتی [۷]
۶۶۹ ۱٬۱۸۱ .۳۲ ۱۰۸ ۲۰۱۲
- مجارستان

۹۸٬۰۰۰ فورینت مجارستان ($ ۴۸۷) در ماه [۴۳]
۵٬۲۲۴ ۹۰۲۲ ۲٫۵۱ ۴۲ ژانویه ۱، ۲۰۱۳
- مراکش

۹۷ درهم مراکش ($ ۱۱٫۵۰) در هر روز در بخش صنعتی، ۶۳ درهم (۷٫۵۰ دلار) در هر روز برای کارگران بخش کشاورزی [۷]
۱٬۸۹۸ ۲٬۷۳۵ .۹۱ ۵۹ ۲۰۱۲
- مغولستان

۱۴۰٬۴۰۰ مغولی tögrög (100 دلار) در هر ماه [۷]
۱٬۲۴۱ ۲٬۰۱۸ .۶۰ ۴۳ ۲۰۱۲
- مکزیک

۶۴٫۷۶ پزو مکزیک ($ ۴٫۹۲) در هر روز برای منطقه پزو و ۶۱٫۳۸ (۴٫۶۶ دلار) در هر روز برای منطقه B [65]
۱٬۲۱۲ ۲٬۲۵۳ .۵۸ ۱۵ ژانویه ۱، ۲۰۱۳
- موریتانی

۳۰٬۰۰۰ موریتانی Ouguiya مظنهٔ (۱۰۰ دلار) در هر ماه برای بزرگسالان [۷]
۱٬۲۱۴ ۲٬۸۴۲ .۵۸ ۱۱۱ ۲۰۱۲
- موریس

۶۰۷ روپیه موریس (۲۰ دلار) در هر هفته برای کارگران غیر ماهر در صادرات پردازش منطقه (EPZ). 794 روپیه (۲۶ دلار) در هر هفته برای کارگران غیر ماهر کارخانه در خارج از EPZ. توسط دولت توسط بخش تنظیم شده، و در هر سال افزایش یافته‌است بر اساس نرخ تورم [۷]
۱٬۰۵۰ ۱٬۸۱۱ .۵۰ ۱۳ ۲۰۱۲
- موزامبیک

مجموعه‌ای برای نه بخش‌های مختلف اقتصادی، محدوده از ۲٬۳۰۰موزامبیک meticias ($ ۷۸) یک ماه در بخش کشاورزی به ۶،171 meticias ($ ۲۰۸) یک ماه در بخش مالی [۷] [۱۲]
۹۷۳ .۴۷ مارس ۱، ۲۰۱۲
- مولداوی

۱۳۰۰ مولداوی لی (۱۰۸ دلار) در بخش خصوصی، ۶۰۰ لی (۵۰ دلار) در هر ماه در بخش عمومی [۷] [۶۶]
۵۹۵ ۱٬۹۲۷ .۲۹ ۵۷ ۲۰۱۲
- مونته‌نگرو

€ ۱۴۷٫۵۰ ($ ۱۹۵) در ماه [۷]
۲٬۲۶۹ ۴۵۳۸ ۱٫۰۹ ۳۴ ۲۰۱۲
```
 میانمار
```

هیچ؛ ۱۵،000 Myanma kyat ($ ۱۱۰) در هر ماه برای کارمندان دولتی حقوق بگیر. ۲،000 kyat ($ ۴٫۴۴) در هر روز برای کارگران در روز، تکمیل شده توسط یارانه‌ها و کمک هزینه‌های مختلف [۲۷]
۲۰۱۱
- نائورو

هیچ؛ است که یک سیستم حقوق و دستمزد فارغ‌التحصیل شده برای افسران و کارکنان خدمات عمومی وجود دارد، هیچ‌یک برای کارگران بخش خصوصی [۷]
۲۰۱۲
- نامیبیا

هیچ؛ بخش معدن، ساخت و ساز، امنیت و کشاورزی از طریق چانه زنی جمعی مجموعه‌ای از سطوح اساسی پرداخت [۷]
۲۰۱۲
- نروژ

هیچ؛ دستمزد به‌طور معمول در یک مقیاس ملی مذاکره کارگری، کارفرمایان و دولت‌های محلی قرار می‌گیرند [۷]
۲۰۱۲
- نیجر

۳۰٬۰۴۷ فرانک CFA (60 دلار) در ماه [۷] [۱۲]
۷۰۶ ۱٬۳۷۷ .۳۴ ۲۰۴ اوت ۱۷، ۲۰۱۲
- نیجریه

۱۸،000 naira در هر ماه ($ ۱۱۵) [۷]
۱٬۳۷۷ ۲٬۳۵۴ .۶۶ ۹۳ ۲۰۱۲
```
 نیکاراگوئه
```

تنظیم برای نه بخش‌های مختلف اقتصادی؛ محدوده از ۲،273.80córdobas در نیکاراگوئه در هر ماه در بخش کشاورزی از ۵،161.22 córdobas در ماه در بخش مالی [۱۲]
۱٬۱۵۹ ۲٬۹۲۱ .۵۶ ۷۷ ژانویه ۱، ۲۰۱۲
```
 نیوزیلند
```

NZ $ ۱۳٫۷۵ در هر ساعت برای کارگران ۱۸ ساله یا مسن تر، و NZ $ ۱۱ در هر ساعت برای کسانی که سن ۱۶ یا ۱۷ یا در آموزش؛ هیچ حداقل دستمزد قانونی برای کارمندانی که زیر ۱۶ سال هستند قدیمی وجود دارد [۷۱]
۲۳٬۲۵۲ ۱۸٬۶۹۳[۱۱]
۱۱٫۱۸ ۶۲ آوریل ۱، ۲۰۱۳
- هائیتی

200 gourdes هائیتی (۵ دلار) در روز [۷]
۱٬۲۴۰ ۱٬۵۵۴ .۶۰ ۱۳۳ ۲۰۱۲
- هلند

€ ۱٬۴۶۹٫۴۰ در هر ماه، ۳۳۳٫۸۵ € در هر هفته، € ۶۶٬۷۷ در هر روز، و ۸٫۴۷۷۵ € در هر ساعت برای افراد ۲۳ سال و بالاتر، بین ۳۰–۸۵٪ از این مقدار برای افراد ۱۵–۲۲ [۶۹] [۷۰]
۲۲٬۶۰۶ ۲۰٬۹۹۱ ۱۰٫۸۷ ۴۹ ژانویه ۱، ۲۰۱۳
- هندوراس

حداقل دستمزد در بازه زمانی از یک‌کم از 4612 lempiras هندوراس ($ ۲۳۲) به ۷،133 lempiras ($ ۳۵۸). به عنوان مثال، یک شرکت با یک تا ۱۰ کارکنان مشغول به کار در بخش کشاورزی به پرداخت حداقل ۴،368 lempiras (۲۳۰ دلار) در هر ماه لازم شد، در حالی که با شرکت بیش از ۱۵۱ کارمند در صنعت حمل و نقل به پرداخت حداقل ۶،533 lempiras (۳۴۵ دلار) لازم شد در هر ماه. [۲۷] [۷] [۴۱]
۲٬۹۲۸ ۳٬۷۴۹ ۱٫۴۱ ۹۳ ۲۰۱۲
- هندوستان

متنوع از ۱۱۸ روپیه (۲٫۱۸ دلار) در هر روز در بیهار به ۱۸۵ روپیه (۳٫۴۰ دلار) در هر روز در Haryana (با هزینه‌های محلی زندگی شامل کمک هزینه). دولت‌های ایالتی تعیین حداقل دستمزد جداگانه برای کارگران کشاورزی [۷] حداقل دستمزد با توجه به قانون حداقل دستمزد سال ۱۹۴۸ تنظیم شده‌است. [۴۴]
۵۷۴ .۲۸ ۲۰۱۲
- هنگ کنگ

HK 30 دلار به ازای هر ساعت (نگاه کنید به حداقل دستمزد در هنگ کنگ) [۴۲]
۸٬۰۴۱ ۱۱٬۵۳۴ ۳٫۸۷ ۲۳ مه ۱، ۲۰۱۳
- وانواتو

۳۰٬۰۰۰ وانواتو واتو ($ ۳۲۳) در ماه [۷]
۴٬۰۲۴ ۵٬۰۱۶ ۱٫۹۳ ۱۱۳ ۲۰۱۲
- ونزوئلا

2457 bolívares ونزوئلا ($ ۳۹۰) در ماه [۹۸]
۴٬۶۸۰[۹۹]
۸٬۱۰۰ ۲٫۲۵ ۶۴ مه ۱، ۲۰۱۳
- ویتنام

VND 1.78 میلیون (۸۵ دلار) به VND 2 میلیون (۹۵ دلار) در هر ماه در مناطق شهری، و VND 1.4 میلیون (۶۷ دلار) به ۱٫۵۵ میلیون (۷۴ دلار) در هر ماه در مناطق روستایی برای کارگران غیر ماهر در شرکت‌های خصوصی. VND 830،۰۰۰ (۳۹٫۵۰ دلار) به VND 1.05 میلیون دلار (۵۰ دلار) در هر ماه برای کارمندان دولت و کارمندان دولت است. [۷]
۴۸۶ ۱٬۰۰۲ .۲۳ ۳۴ ژانویه ۱، ۲۰۱۲
- یمن

هیچ [۷] ۲۰۱۲
- یونان

۶۸۳٫۷۶ € در هر ماه در ۱۲ پرداخت، € ۵۸۶ در هر ماه در ۱۴ پرداخت [۱۶] [۴۰]
۱۰٬۵۱۹ ۱۱٬۵۵۷ ۵٫۰۶ ۴۵ ژانویه ۱، ۲۰۱۳
- دبی 600تا 1500 درهم در ماه برای کارگران ساده.
- برگرفته از http://en.wikipedia.org/wiki/List_of_minimum_wages_by_country
- منبع :جزئیات حداقل حقوق کارگران در سال ۹۸  مشرق نیوز